# さんまのSUPERからくりTV
『さんまのSUPERからくりTV』（さんまのスーパーからくりテレビ、ラテン文字表記：Sanma's Karakuri-TV.）は、TBS系列で1992年4月26日から2014年9月7日まで毎週日曜日の19:00から放送されていた、日本のクイズ・バラエティ番組。司会を務める明石家さんまの冠番組。ハイビジョン制作、ステレオ放送、文字多重放送を実施している。通称は『からくりTV』『SUPERからくりTV』。新聞の番組表では『さんまのスーパーからくりTV』又は『さんまのからくりTV』と表記されていた。
放送開始当初は『さんまのからくりTV』の番組名で19:30までの30分番組だった。1996年4月からは『さんまのSUPERからくりTV』に改題し、1時間番組となり20:00まで放送時間が拡大。2009年4月からは後続番組のフライングスタート実施に伴い、3分縮小されて19:57までの57分番組となった。

## 概要
毎日放送制作の『クイズ!!ひらめきパスワード』の後番組として登場した。日曜19時台前半枠がTBS制作枠になるのは、1975年3月30日に終了した『学校そば屋テレビ局』以来17年ぶりであった。
『からくりTV』時代は武田薬品工業（タケダ）を筆頭とするタケダグループ（他に武田食品工業、ビオフェルミン製薬、千寿製薬、天藤製薬）の単独提供であり、当枠がタケダグループ筆頭提供となるのは1974年3月31日に終了した『タケダアワー』以来18年ぶりであった。『SUPER』になってからは製薬会社の紳士協定により30分を超えての一社提供ができないため前半のみタケダグループ単独、後半はタケダグループ以外による複数社提供に移行。2007年4月以降は前後半いずれかがタケダ筆頭の複数社提供（隔週交代）となったが、2008年3月を以てタケダは16年に渡る番組提供から降板した。
番組の基本ルール及びフォーマットは、『からくりTV』初期の「からくりチャンス」を除いては後の『さんまのSUPERからくりTV』とほぼ同じである。30分時代後期の1995年10月8日は「秋の特大号！」と称し、初の2時間SPが放送された。その後も主に春・秋の改編シーズンと年末年始に「超特大号！」として2時間スペシャルが放送されていた。
番組のロゴも、30分時代後期（1994年10月頃）から使用されたものに1時間枠に拡大後『SUPER』を加えて、最終回まで一貫して使用された。

### 番組の流れ
- 問題の最初に、問題VTRを全員で観賞。途中で司会のさんまが、「その後どういう事態が生じたか?」「その後彼は何と言ったか?」といった種類の問題を出題。その後、スタジオ観覧の客席に正解を先に見せて客席の反応[注釈 5]を見てから解答者は早押しで解答権を得て答える。その際、さんまや先に正解を見た会場客の反応、他の解答者の解答がヒントになる。なお、解答者の中に問題VTR中に登場していた者がいた場合、その解答者は解答権がないが、他の解答者からなかなか正解が出ない場合や他の解答者の解答を浮かばなくなった際に、さんまから解答権が与えられる。
  - 通常問題は4問-5問あり、回によって変動していた。なお、2問 - 3問目の合間にごく稀にこれからの同番組の今後の方針などの番組宣伝をすることもあった。
  - 解答者が早押しボタンを押して解答権を得た際、解答時には自らの顔を模したオブジェ付のポール（ポール部分には名前がローマ字で表記）が解答席から出てくるようになっていた。
- 最終問題終了時に点数でトップ賞が決まる。そして、一番点数の多い解答者がトップ賞を獲得し賞品を獲得する。2012年6月まで賞品獲得クイズ「からくりチャンス」への挑戦権を得た。からくりチャンスでは、さんまのコールの後に賞品がスタジオに登場した。過去はトップ賞は1人だけと言う事で同点の場合にはジャンケン等でトップ賞を決めたが現在は複数居たらその人が同点トップ賞として扱われる。
- 2012年6月まで行われていた「からくりチャンス」は、時期によって2つのルールがあった。
  - 30分時代の初年度（1992年度）はまず冒頭でセットの左右に2つ設けられた出入り口のうち、上手側手前から豪華な仕様の賞品が出され、その後にやはりホームビデオのクイズが出題される。ここでは「映像が伏せられて何の音かを当てる」などといったクイズが出題され、出題後にさんまが「からくりチャンス、スタート!」と発すると賞品が上手から下手に動き出し、トップ賞の解答者はその間に解答を行う。賞品が下手側手前に消えると入れ違いにまた違う賞品（2つ目の賞品は下手から上手に動く）が出るが、最初のものよりグレードは徐々に下がっていく。それを繰り返し解答者が正解した時点でステージ上に出ている賞品が獲得賞品となっていた。
  - 1993年4月にスタジオセットが変更されてからは3択の問題（当初はホームビデオからだったが、後に「ご長寿早押しクイズ」などに変更）が出題され、トップ賞・客席の観覧者（客席全員に貰えるわけではなく、収録後ジャンケンによる抽選で1名 - 3名程度）・視聴者公募によるハガキの当選者（さんまは「茶の間」と言っている）のいずれかが豪華賞品を貰える。解答方法は、まずトップ賞の解答者が3つの中から選び、残りの2つから観覧者の拍手で多数決をとって、観覧者の答えを決定、残りが視聴者となる。正解VTRが終わった後、トップ賞解答者又は観客が正解した場合はファンファーレと共に「（解答者名）○○（賞品名）○○獲得」または「会場のお客様（賞品名）○○獲得」の字幕スーパーが出る。賞品が複数ある場合、トップ賞解答者がその中の一品のみが欲しいと希望した場合は残りの品を観客にプレゼント（観客正解時と同様に収録後に抽選）するという事もあった。トップ賞解答者と客席の観覧者がどちらも不正解（ハガキの当選者が獲得）だった場合は萎れたBGMが流れ、画面右下から「残念」の字幕スーパーが出る[注釈 6]。ハガキの当選者はVTR終了後にスタジオでさんまが直接抽選を行い当選者名を発表していた。このコーナーが終了した以降は、自動的にトップ賞の解答者に賞品が貰えるようになった。
  - ハガキは「番組へのご意見・ご感想」の形で募集されており、番組内での告知がない場合もあるが、番組公式ページにおいて常に募集されている。かつては「おしい」「ナイスボケ」のぬいぐるみプレゼントの応募者が対象となっていた。また、視聴者投稿ビデオの応募者も対象になった時期もあった。

### 得点
解答が不正解の場合でも面白ければさんまの裁量で様々なマスコットがもらえ得点に換算されるのもこの番組の特徴である。「正解!!」「おしい!」「ナイスボケ!」は「さんまのからくりTV」（30分枠）時代より存在。
正解（さんまの人形）：10点
問題に正解すれば貰える。30分時代と1時間時代でデザインが異なっている。30分時代は青い服を着て直立したさんまのオブジェ、1時間時代は黄色いタキシードを着て跪き、右手に乗せたビデオカメラを高く掲げているさんまのオブジェである。後者のデザインは「からくりビデオレター」などのタイトル表示やオープニングCGなどにも登場していた。また前者のさんまが直立した全身像のデザインは、番組初期には解答者が早押しボタンを押すと立ち上がる札に全く同じ絵が使われていたり、60分番組になってからも「ご長寿早押しクイズ名人戦」の優勝者に贈られるトロフィーに使われたりと地味に残っていた。
おしい（白い巻貝のぬいぐるみ）：6点
正解に近くて惜しい解答をすると貰える。口にはパイプを銜えており、パイプの先には「おしい」と書かれている。台座が無く自立しにくいので、伏せた状態で置かれることが多い。おしい!の点数のみで優勝することがある。番組開始当初から2年半ほどの間はデザインが全く異なっており、殻が緑色、体が赤色のヤドカリであった。また、正解が出た際には放送の画面上には「正解!!」のテロップと共にこのヤドカリのCGが拍手のようなアクションをしながら出てきていた。
ナイスボケ（濃いピンク色のマンボウのぬいぐるみ）：6点
面白い解答をすると貰える。本体は台座から立つワイヤーで固定されており、宙に浮いたような状態で置かれる。関根や渡辺が狙ったボケで貰う事も多いが、いわゆる「天然ボケ」で会場を沸かした場合にも貰え、浅田や西村がこの人形を多数貰う事も多かった。稀に、クイズの解答ではないフリートークの部分で会場の爆笑をさらった際にもナイスボケの人形が置かれることがあった。番組開始当初から2年半ほどの間はデザインが全く異なっており、頭から「ナイスボケ」と書かれた札を下げた薄黄色のチョウチンアンコウであった。
ボケ（一茂の人形）：3点
さんまも唖然とするような意味不明の解答をするともらえる。間の抜けた表情の一茂が野球のユニフォームを着てバットを振るデザインで、バットの先端に「ボケ」と書かれたボールが付いている。一茂がレギュラー入りして以降、ナイスボケとも言えないような呆れる解答を連発したことをきっかけに作られた。主に一茂が貰う。導入からしばらくは浅田や西村もよく貰っていたが、「バカ」導入以降はほぼ一茂専用のような扱いになっており、さんまが一茂の解答に対して「バカあげて」とアシスタントに告げてもボケの人形が置かれる事が多かった。また、ごく稀に玉緒や小倉もこのマスコットを貰うことがある。
バカ（逆立ちしたピンク色のカバの人形）：2点
さんまもあきれるしょうもない解答をするともらえる。他の人形が立体的な作りなのに対し、バカの人形だけはカバをかたどった薄い板を張り合わせたものであった。台座にはスプリングが仕込んであり、置くときに本体が揺れる。ある回で浅田、西村の珍解答が続出した際にさんまが呆れてボケの人形を置きながら「ボケじゃ足りんからバカってのも作ろう」と提案、翌週からバカの人形が導入された。主に浅田、西村が貰う事が多い。特に浅田がバカの人形を多く獲って並べてしまった際には、さんまから「カバ園長」といじられることが多かった。
ロマンチック賞（ハート型の花の人形）：5点
さんまの心を打つようなロマンチックな解答をするともらえる。ある回でロマンチックな解答が出た際に気に入ったさんまが「今度からロマンチック賞っていうのも作ろう」と提案、翌週から導入された。導入のきっかけとなった回ではロマンチックな解答に対して便宜上ナイスボケの人形が置かれた（6点の扱い）。導入当初からしばらくはロマンチック賞狙いの解答が目立ったが、浅田が狙い過ぎた解答をしたためさんまの失笑を買う事もあった。以降、ロマンチック賞は滅多に出なくなった。さんまがロマンチックな事を言った際にうつみが「さんまさんにロマンチック賞」と言い、さんまの司会者席にロマンチック賞の人形が置かれたことがある。番組開始以降に出来た追加ルールのなかでは最後に追加された点数である。
得点の途中経過については、編集上の都合からか問題の順番を入れ替えていることがあり、マスコットをあげてない人に突然ポイントがついていたり、正解したのにポイントがないということがある（最終結果は同じ。2000年代半ば頃からコーナーの放送順の入れ替えが多くなった）。
かつては「おしい」と「ナイスボケ」がオープニングCGやスタジオセットのモニターなどに登場していたり、両キャラクターのぬいぐるみを視聴者プレゼントしていた時期もあった。
正解以外でも得点が貰えるのは「たとえ不正解であっても解答し、番組を盛り上げたのだから、なんらかのご褒美を与えたい。それに、なんらかのご褒美があった方が必然的に解答も増え、大喜利のような面白い解答も飛び出すのではないか」というスタッフと明石家さんまの考えによるものである。
人形は女性アシスタントの持っている籠に入っている。得点獲得の際は、基本的にアシスタントがさんまに人形を渡し、それを解答者席に置くという方式を取る。そのため、たまにアシスタントとさんまの感覚が違うことがあり、先走って人形を出そうとするアシスタントにさんまが「ナイスボケやない」「なに勝手にあげようとしてるの」などとツッコミを入れて笑いを誘う場面も見られる。さんまの立ち位置から一番離れた位置に座る一茂にはアシスタントから直接人形を渡させることもあったり、渡辺に対しては「おしい!」の人形をさんまが投げて渡すこともあった。
正解で置かれるさんま人形は大手玩具メーカーのエポック社がデザインをしており、一体の製作費が30万円と高額である。出演者の中にさんま人形が欲しいと言う人がいるが、スタッフ曰く「残念ながらあげられない」との事。

## 出演者
●は『さんまのからくりTV』（30分枠）から継続出演。出演開始時期のないものは『さんまのからくりTV』第1回から出演。

### 司会
- 明石家さんま●

### 番組終了まで出演したレギュラー回答者
- 中村玉緒 — 1994年3月20日にゲストとして初登場。1996年4月からレギュラー出演し、番組のご意見番を担当[注釈 7]。この役柄から、（カメラ側から）向かってさんまの左側に中村専用の解答席が設けられていた[注釈 8]。さんまからは「お母さん」の愛称で呼ばれていた。スケジュールの都合で欠席するケースもあり、その際は等身大写真パネルが解答席に置かれた。
- 関根勤● — 1992年5月31日にゲストとして初登場。矢崎滋の後任として同年10月からレギュラー出演。欠席時には高田純次もしくは小堺一機と本村健太郎が代役を務めた。
- 浅田美代子● — スケジュールの都合で欠席する事もあり、その場合は空席となっており、代理の出演者はなかった。
- 渡辺正行● — 欠席時にはラサール石井が代役を務めた。
- 西村知美● — 番組開始時は相原勇と週替わりでの出演だったが、1997年3月23日を以て相原が降板。1997年4月6日からは毎週出演になった。2003年8月から2004年2月は産休の為欠席。
- 長嶋一茂 — 1997年2月にゲストとして初登場。1998年4月19日からレギュラー出演。現在は「巨人球団代表特別補佐」（実父が古巣・読売巨人軍の終身名誉監督に就任したため。2011年からは野球振興アドバイザーを務めている）ということもあり、春季キャンプの時期などに稀に番組を欠席する事があった。その際、スタジオからの電話中継で出演することもある。
- 小倉優子 — 2003年 - 。もとは準レギュラーだったが、うつみ宮土理の降板後は毎回出演している。
- つるの剛士 — 小倉優子音楽隊に入団して以降、準レギュラーになり、定期的にスタジオへ出演していたが、2009年5月よりスタジオパートにも毎回出演。2009年7月26日・2010年7月25日はFNS26時間テレビ出演のため欠席。

### 途中で降板したレギュラー回答者
- 相原勇● — 西村知美と交代で出演、1997年3月23日を以て降板。
- TOKIO（城島茂・山口達也・国分太一・松岡昌宏・長瀬智也） — 1時間枠になった1996年4月21日から出演。メンバー2名が交代で出演していたが、初回と最後の出演時などスペシャルでは当時のメンバー全員で出演（代役として同じ事務所のV6、それ以外にキャイ〜ンが出演した回もあった）していた。それまで深夜で放送されていた『ザ!鉄腕!DASH!!』（日本テレビ）が、『からくり』の裏番組として日曜19時台へ進出が決定したことに伴い、1998年3月29日を最後に降板。なお、『DASH』は本来1997年4月にゴールデン進出が予定されていたが、事務所関係者が「さんまに対する恩義があるため1年後に開始する」という旨を事前にさんまに伝えていたことが、本番組終了後の2014年10月15日に放送された『TOKIOカケル』（フジテレビ）にさんまが出演した時にさんま本人から語られた。この際にさんまは「あの番組（『DASH』）やって、『からくり』が終わりを迎えるようなことにしたのは、お前ら!!恩を仇で返された!」と（もちろんネタとして）訴えていた[1]。
- 水野真紀 — 30分時代にゲスト出演後、1996年4月21日からレギュラー出演。菓子作り修行のため、1998年10月4日に降板。
- 酒井彩名 — 1999年10月 - 2000年3月
- うつみ宮土理 — 30分時代の1996年2月4日にゲスト出演後、1996年4月 - 2007年3月にレギュラー出演。2007年4月より、韓国に留学のため出演を休止したが、日本に帰国後も出演していないことから事実上の降板。
- 矢崎滋 — 1992年4月26日 - 9月27日

### 進行
- 山本匠晃（TBSアナウンサー）（2008年 - 2014年） 2008年10月26日より出演。当初は「からくりみんなの!かえうた」の2代目コーナー司会だったが、2011年からはスタジオでの進行を担当している。2016年から放送されている派生番組『ご長寿グランプリ』では、『ご長寿早押しクイズ』の司会を担当している（2017年までは予選のみ）。

### その他の主な出演者
- 鈴木史朗（1998年まではTBSアナウンサー、以後フリーとして出演、1994年11月6日 - 2009年「ご長寿早押しクイズ」司会）
- 安住紳一郎（TBSアナウンサー、1999年10月3日 - 2008年「サラリーマン早調べクイズ」→「からくりみんなのかえうた」司会、「からくり列島中継」キャスター）
- 小林麻耶（当時TBSアナウンサー、2003年 - 2008年スペシャルのみ「からくりみんなのかえうた」司会）

### ナレーション
- 真地勇志

## 放送リスト

### 30分時代「さんまのからくりTV」

#### 1992年
| 回 | 放送日   | ゲスト               | コーナー                                    | 備考                                       |
| -- | -------- | -------------------- | ------------------------------------------- | ------------------------------------------ |
| 1  | 4月26日  | 和田アキ子           | ・ホームビデオクイズ数問 ・からくりチャンス |                                            |
| 2  | 5月3日   |                      | ・ホームビデオクイズ数問 ・からくりチャンス |                                            |
| 3  | 5月17日  | 研ナオコ             | ・ホームビデオクイズ数問 ・からくりチャンス |                                            |
| 4  | 5月31日  | 関根勤               | ・ホームビデオクイズ数問 ・からくりチャンス | 後にレギュラーとなる関根勤が、番組初登場。 |
| 5  | 6月7日   |                      | ・ホームビデオクイズ数問 ・からくりチャンス |                                            |
| 6  | 6月14日  |                      | ・ホームビデオクイズ数問 ・からくりチャンス |                                            |
| 7  | 6月21日  |                      | ・ホームビデオクイズ数問 ・からくりチャンス |                                            |
| 8  | 6月28日  |                      | ・ホームビデオクイズ数問 ・からくりチャンス |                                            |
| 9  | 7月5日   | 佐野量子             | ・ホームビデオクイズ数問 ・からくりチャンス |                                            |
| 10 | 7月19日  | 岡本夏生             | ・ホームビデオクイズ数問 ・からくりチャンス |                                            |
| 11 | 8月9日   | 西田ひかる 関根勤    | ・ホームビデオクイズ数問 ・からくりチャンス |                                            |
| 12 | 8月16日  | ルー大柴             | ・ホームビデオクイズ数問 ・からくりチャンス |                                            |
| 13 | 8月23日  | 上岡龍太郎           | ・ホームビデオクイズ数問 ・からくりチャンス |                                            |
| 14 | 8月30日  | 千堂あきほ           | ・ホームビデオクイズ数問 ・からくりチャンス |                                            |
| 15 | 9月6日   | 獣神サンダーライガー | ・ホームビデオクイズ数問 ・からくりチャンス |                                            |
| 16 | 9月13日  | 生稲晃子             | ・ホームビデオクイズ数問 ・からくりチャンス |                                            |
| 17 | 9月20日  | 石野真子             | ・ホームビデオクイズ数問 ・からくりチャンス |                                            |
| 18 | 9月27日  | 石野陽子             | ・ホームビデオクイズ数問 ・からくりチャンス |                                            |
| 19 | 10月11日 | 宮沢りえ             | ・ホームビデオクイズ数問 ・からくりチャンス | この回より、関根勤がレギュラーに正式加入   |
| 20 | 10月18日 | 和田アキ子           | ・ホームビデオクイズ数問 ・からくりチャンス |                                            |
| 21 | 10月25日 |                      | ・ホームビデオクイズ数問 ・からくりチャンス |                                            |
| 22 | 11月1日  | 研ナオコ             | ・ホームビデオクイズ数問 ・からくりチャンス |                                            |
| 23 | 11月8日  | 長野智子             | ・ホームビデオクイズ数問 ・からくりチャンス |                                            |
| 24 | 11月15日 |                      | ・ホームビデオクイズ数問 ・からくりチャンス |                                            |
| 25 | 11月22日 | 秋野暢子             | ・ホームビデオクイズ数問 ・からくりチャンス |                                            |
| 26 | 12月6日  | 和田アキ子           | ・ホームビデオクイズ数問 ・からくりチャンス |                                            |
| 27 | 12月13日 |                      | ・ホームビデオクイズ数問 ・からくりチャンス |                                            |
| 28 | 12月20日 | マルシア             | ・ホームビデオクイズ数問 ・からくりチャンス |                                            |

#### 1993年
| 回 | 放送日   | ゲスト             | コーナー                                    | 備考 |
| -- | -------- | ------------------ | ------------------------------------------- | ---- |
| 29 | 1月10日  | 小堺一機           | ・ホームビデオクイズ数問 ・からくりチャンス |      |
| 30 | 1月17日  | 松下由樹           | ・ホームビデオクイズ数問 ・からくりチャンス |      |
| 31 | 1月24日  | 若松親方           | ・ホームビデオクイズ数問 ・からくりチャンス |      |
| 32 | 1月31日  |                    | ・ホームビデオクイズ数問 ・からくりチャンス |      |
| 33 | 2月7日   | 小林幸子           | ・ホームビデオクイズ数問 ・からくりチャンス |      |
| 34 | 2月14日  |                    | ・ホームビデオクイズ数問 ・からくりチャンス |      |
| 35 | 2月21日  |                    | ・ホームビデオクイズ数問 ・からくりチャンス |      |
| 36 | 2月28日  |                    | ・ホームビデオクイズ数問 ・からくりチャンス |      |
| 37 | 3月7日   | 研ナオコ           | ・ホームビデオクイズ数問 ・からくりチャンス |      |
| 38 | 3月14日  |                    | ・ホームビデオクイズ数問 ・からくりチャンス |      |
| 39 | 3月21日  | 柳葉敏郎           | ・ホームビデオクイズ数問 ・からくりチャンス |      |
| 40 | 3月28日  |                    | ・ホームビデオクイズ数問 ・からくりチャンス |      |
| 41 | 4月25日  | 萩本欽一           | ・ホームビデオクイズ数問 ・からくりチャンス |      |
| 42 | 5月2日   |                    | ・ホームビデオクイズ数問 ・からくりチャンス |      |
| 43 | 5月9日   | ヒロミ             | ・ホームビデオクイズ数問 ・からくりチャンス |      |
| 44 | 5月16日  |                    | ・ホームビデオクイズ数問 ・からくりチャンス |      |
| 45 | 5月23日  |                    | ・ホームビデオクイズ数問 ・からくりチャンス |      |
| 46 | 5月30日  |                    | ・ホームビデオクイズ数問 ・からくりチャンス |      |
| 47 | 6月6日   |                    | ・ホームビデオクイズ数問 ・からくりチャンス |      |
| 48 | 6月13日  | ちはる             | ・ホームビデオクイズ数問 ・からくりチャンス |      |
| 49 | 6月20日  |                    | ・ホームビデオクイズ数問 ・からくりチャンス |      |
| 50 | 6月27日  | 松本伊代           | ・ホームビデオクイズ数問 ・からくりチャンス |      |
| 51 | 7月4日   | 研ナオコ           | ・ホームビデオクイズ数問 ・からくりチャンス |      |
| 52 | 7月25日  | 西田ひかる         | ・ホームビデオクイズ数問 ・からくりチャンス |      |
| 53 | 8月1日   | 中村雅俊           | ・ホームビデオクイズ数問 ・からくりチャンス |      |
| 54 | 8月15日  |                    | ・ホームビデオクイズ数問 ・からくりチャンス |      |
| 55 | 8月29日  | 内山信二           | ・ホームビデオクイズ数問 ・からくりチャンス |      |
| 56 | 9月5日   | やしきたかじん     | ・ホームビデオクイズ数問 ・からくりチャンス |      |
| 57 | 9月12日  | 研ナオコ           | ・ホームビデオクイズ数問 ・からくりチャンス |      |
| 58 | 9月19日  | 楠田枝里子         | ・ホームビデオクイズ数問 ・からくりチャンス |      |
| 59 | 9月26日  |                    | ・ホームビデオクイズ数問 ・からくりチャンス |      |
| 60 | 10月17日 | 傑作リクエスト大会 | 総集編                                      |      |
| 61 | 10月24日 | 傑作リクエスト大会 | 総集編                                      |      |
| 62 | 10月31日 | 小堺一機           | ・ホームビデオクイズ数問 ・からくりチャンス |      |
| 63 | 11月7日  | 里見浩太朗         | ・ホームビデオクイズ数問 ・からくりチャンス |      |
| 64 | 11月14日 | 定岡正二           | ・ホームビデオクイズ数問 ・からくりチャンス |      |
| 65 | 11月21日 | 榊原郁恵           | ・ホームビデオクイズ数問 ・からくりチャンス |      |
| 66 | 11月28日 | 研ナオコ           | ・ホームビデオクイズ数問 ・からくりチャンス |      |
| 67 | 12月5日  | 山瀬まみ           | ・ホームビデオクイズ数問 ・からくりチャンス |      |
| 68 | 12月12日 | 東ちづる           | ・ホームビデオクイズ数問 ・からくりチャンス |      |
| 69 | 12月19日 | 美輪明宏           | ・ホームビデオクイズ数問 ・からくりチャンス |      |

#### 1994年
| 回  | 放送日   | ゲスト       | コーナー                                                                                 | 備考                                         |
| --- | -------- | ------------ | ---------------------------------------------------------------------------------------- | -------------------------------------------- |
| 70  | 1月9日   | 研ナオコ     | ・ホームビデオクイズ数問 ・からくりチャンス                                              |                                              |
| 71  | 1月16日  | かとうれいこ | ・ホームビデオクイズ数問 ・からくりチャンス                                              |                                              |
| 72  | 1月23日  |              | ・ホームビデオクイズ数問 ・からくりチャンス                                              |                                              |
| 73  | 1月30日  | 布施博       | ・ホームビデオクイズ数問 ・からくりチャンス                                              |                                              |
| 74  | 2月6日   | 研ナオコ     | ・ホームビデオクイズ数問 ・からくりチャンス                                              |                                              |
| 75  | 2月13日  | 細川ふみえ   | ・ホームビデオクイズ数問 ・からくりチャンス                                              |                                              |
| 76  | 2月20日  | 薬丸裕英     | ・ホームビデオクイズ数問 ・からくりチャンス                                              |                                              |
| 77  | 2月27日  | 榊原郁恵     | ・ホームビデオクイズ数問 ・からくりチャンス                                              |                                              |
| 78  | 3月6日   | ラサール石井 | ・ホームビデオクイズ数問 ・からくりチャンス                                              |                                              |
| 79  | 3月13日  | 研ナオコ     | ・ホームビデオクイズ数問 ・からくりチャンス                                              |                                              |
| 80  | 3月20日  | 中村玉緒     | ・ホームビデオクイズ数問 ・からくりチャンス                                              | 後にレギュラーとなる中村玉緒が、番組初登場。 |
| 81  | 3月27日  | 和田アキ子   | ・ホームビデオクイズ数問 ・からくりチャンス                                              |                                              |
| 82  | 4月17日  |              | リクエスト大会                                                                           | 総集編                                       |
| 83  | 4月24日  |              | リクエスト大会                                                                           | 総集編                                       |
| 84  | 5月1日   | 野際陽子     | ・ホームビデオクイズ数問 ・からくりチャンス                                              |                                              |
| 85  | 5月8日   | 山下真司     | ・ホームビデオクイズ数問 ・からくりチャンス                                              |                                              |
| 86  | 5月22日  | 小堺一機     | ・ホームビデオクイズ数問 ・からくりチャンス                                              |                                              |
| 87  | 6月5日   | 堺正章       | ・ホームビデオクイズ数問 ・からくりチャンス                                              |                                              |
| 88  | 6月19日  | 西田ひかる   | ・ホームビデオクイズ数問 ・からくりチャンス                                              |                                              |
| 89  | 7月3日   | 研ナオコ     | ・ホームビデオクイズ数問 ・からくりチャンス                                              |                                              |
| 90  | 7月10日  | 久本雅美     | ・ホームビデオクイズ数問 ・からくりチャンス                                              |                                              |
| 91  | 7月17日  | 高嶋政宏     | ・ホームビデオクイズ数問 ・からくりチャンス                                              |                                              |
| 92  | 7月31日  |              | ・ホームビデオクイズ数問 ・からくりチャンス                                              |                                              |
| 93  | 8月14日  | 研ナオコ     | ・ホームビデオクイズ数問 ・からくりチャンス                                              |                                              |
| 94  | 8月21日  | 村上弘明     | ・ホームビデオクイズ数問 ・からくりチャンス                                              |                                              |
| 95  | 9月4日   |              | ・ホームビデオクイズ数問 ・からくりチャンス                                              |                                              |
| 96  | 9月11日  | 和田アキ子   | ・ホームビデオクイズ数問 ・からくりチャンス                                              |                                              |
| 97  | 9月18日  |              | ・ホームビデオクイズ数問 ・からくりチャンス                                              |                                              |
| 98  | 9月25日  | 萩本欽一     | ・ホームビデオクイズ数問 ・からくりチャンス                                              |                                              |
| 99  | 10月23日 |              | 100回記念！傑作リクエスト大会                                                            |                                              |
| 100 | 10月30日 | 保阪尚希     |                                                                                          |                                              |
| 101 | 11月6日  | 長野智子     | ・ワタシめだってる？ ・からくり世界の料理人 ・〈からくりチャンス〉ご長寿早押しクイズ     | 看板コーナー「ご長寿早押しクイズ」スタート。 |
| 102 | 11月13日 | 松本伊代     | ・世界のお宅でアレ持ってきてください ・あぁ結婚 ・〈からくりチャンス〉ご長寿早押しクイズ |                                              |
| 103 | 11月20日 | 研ナオコ     | ・アニマルワールド ・からくりのど自慢 ・〈からくりチャンス〉ご長寿早押しクイズ           |                                              |
| 104 | 11月27日 | 中村玉緒     |                                                                                          |                                              |
| 105 | 12月4日  | 斉藤由貴     | ・〈からくりチャンス〉ご長寿早押しクイズ                                                 |                                              |
| 106 | 12月11日 | キャイ～ン   |                                                                                          |                                              |
| 107 | 12月18日 | 美木良介     | ・〈からくりチャンス〉ご長寿早押しクイズ                                                 |                                              |
| 108 | 12月25日 | 高木美保     |                                                                                          |                                              |

#### 1995年
| 回     | 放送日   | ゲスト                                         | コーナー | 備考                                      |
| ------ | -------- | ---------------------------------------------- | --- | ----------------------------------------- |
| 特別編 | 1月2日   |                                                | 新春特別号!! | 総集編。 午後3時から1時間放送。           |
| 109    | 1月7日   | 中村橋之助、 三田寛子                          | ・ ・〈からくりチャンス〉ご長寿早押しクイズ |                                           |
| 110    | 1月15日  | 間寛平                                         | ・ ・〈からくりチャンス〉ご長寿早押しクイズ |                                           |
| 111    | 1月22日  | 久本雅美                                       | ・ ・〈からくりチャンス〉 |                                           |
| 112    | 1月29日  | 斉藤慶子                                       | ・ ・〈からくりチャンス〉ご長寿早押しクイズ |                                           |
| 113    | 2月5日   | 秋野暢子                                       | ・ ・〈からくりチャンス〉 |                                           |
| 114    | 2月12日  | 渡辺満里奈                                     | ・ ・〈からくりチャンス〉ご長寿早押しクイズ |                                           |
| 115    | 2月19日  | 松本明子                                       | ・ ・〈からくりチャンス〉お宅のアレ持ってきてください |                                           |
| 116    | 2月26日  | 佐藤B作                                        | ・ ・〈からくりチャンス〉 |                                           |
| 117    | 3月5日   | 篠原涼子                                       | ・ ・〈からくりチャンス〉ご長寿早押しクイズ |                                           |
| 118    | 3月12日  | 布川敏和                                       | ・ ・〈からくりチャンス〉ご長寿早押しクイズ |                                           |
| 119    | 3月19日  | 瀬川瑛子                                       | ・世界のお調子モン！ ・からくり動物図鑑 ・ ・〈からくりチャンス〉 |                                           |
| 120    | 3月26日  | 蛭子能収                                       | ・ ・〈からくりチャンス〉ご長寿早押しクイズ |                                           |
| 121    | 4月16日  | 細川ふみえ                                     | ・ ・〈からくりチャンス〉 |                                           |
| 122    | 4月30日  | 布施博                                         | ・ ・〈からくりチャンス〉 |                                           |
| 123    | 5月7日   | 佐野史郎                                       | ・ ・〈からくりチャンス〉ご長寿早押しクイズ |                                           |
| 124    | 5月14日  | 風吹ジュン                                     | ・ ・〈からくりチャンス〉お宅のアレ持ってきてください |                                           |
| 125    | 5月21日  | 飯島直子                                       | ・からくり衝撃の事件簿 ・からくり動物大図鑑 ・ ・〈からくりチャンス〉 |                                           |
| 126    | 5月28日  | 佐藤和弘 （現・パンチ佐藤）                    | ・ ・〈からくりチャンス〉 |                                           |
| 127    | 6月4日   | 藤田朋子                                       | ・からくりビデオ絵日記 ・からくり性格診断所 Karakuri Personality Clinic アニマル篇 ・ ・〈からくりチャンス〉 |                                           |
| 128    | 6月18日  | 舞の海                                         | ・からくり性格診断所 キッズ篇 ・ANIMAL WORLD ・ ・〈からくりチャンス〉 |                                           |
| 129    | 6月25日  | 加藤茶 峰竜太                                  | ・ ・〈からくりチャンス〉 |                                           |
| 130    | 7月2日   | 原日出子                                       | ・ ・からくり美術館 ・からくり性格診断所 Karakuri Personality Clinic ・〈からくりチャンス〉 |                                           |
| 131    | 7月9日   | 牧瀬里穂                                       | ・ ・〈からくりチャンス〉 |                                           |
| 132    | 7月30日  | 酒井法子                                       | ・からくり少女伝説 ・ ・〈からくりチャンス〉 |                                           |
| 133    | 8月13日  | 池谷幸雄                                       | ・からくりスポーツダイジェスト ・わんぱくKIDS ―大人は判ってくれない― ・ ・〈からくりチャンス〉 |                                           |
| 134    | 8月20日  | 加藤茶                                         | ・からくり衝撃の事件簿 ・ ・〈からくりチャンス〉 |                                           |
| 135    | 8月27日  | 山瀬まみ                                       | ・からくり犯罪白書 ・ ・〈からくりチャンス〉ご長寿早押しクイズ |                                           |
| 136    | 9月3日   | 西城秀樹                                       | ・からくり衝撃の事件簿 ・からくり性格診断所 Karakuri Personality Clinic アニマル篇 ・ ・〈からくりチャンス〉 |                                           |
| 137    | 9月10日  | 高橋由美子                                     | ・ワールドミステリースポット ・ ・〈からくりチャンス〉 |                                           |
| 138    | 9月24日  | 一色紗英                                       | ・わんぱくKIDS ―大人は判ってくれない― ・ ・〈からくりチャンス〉 |                                           |
| SP1    | 10月8日  | 和田アキ子 中畑清 渡辺満里奈 小堺一機 飯島直子 | 秋の特大号!! 【第1ブロック】団体戦 ・からくり性格診断所 Karakuri Personality Clinic アニマル篇 ・からくり少女伝説 ・からくり結婚大全集 【第2ブロック】個人戦 【第3ブロック】団体戦Part2 ・わんぱくKIDS 【最終ブロック】団体戦Part2 ・わんぱくKIDS 【からくりチャンス】・第1回 ご長寿早押しクイズ名人戦 | 番組初の２時間SP。 ・唯一のチーム対抗戦。 |
| 139    | 10月15日 | 井上順                                         | ・からくりビデオ絵日記 ・ANIMAL WORLD ・ ・〈からくりチャンス〉ご長寿早押しクイズ |                                           |
| 140    | 10月29日 | 羽賀研二                                       | ・からくり衝撃の事件簿 ・からくり親子物語 ・ ・〈からくりチャンス〉ご長寿早押しクイズ |                                           |
| 141    | 11月5日  | ジュディ・オング                               | ・からくり性格診断所 Karakuri Personality Clinic アニマル篇 ・がんばれ!! はたらきもの ・からくりビデオ絵日記 ・〈からくりチャンス〉 |                                           |
| 142    | 11月12日 | 城戸真亜子                                     | ・ANIMAL WORLD ・からくり愛の劇場 ・ ・〈からくりチャンス〉ご長寿早押しクイズ |                                           |
| 143    | 11月19日 | 江川卓                                         | ・からくり性格診断所 Karakuri Personality Clinic アニマル篇 ・わんぱくKIDS ―大人は判ってくれない― ・ ・〈からくりチャンス〉 |                                           |
| 144    | 11月26日 | 森公美子                                       | ・んーそうきたかぁー ・ ・〈からくりチャンス〉ご長寿早押しクイズ |                                           |
| 145    | 12月3日  | 西田ひかる                                     | ・ANIMAL WORLD ・わんぱくKIDS ―大人は判ってくれない― ・ ・〈からくりチャンス〉 |                                           |
| 146    | 12月10日 | 羽野晶紀                                       | ・ANIMAL WORLD ・わんぱくKIDS ―大人は判ってくれない― ・ ・〈からくりチャンス〉 |                                           |
| 147    | 12月17日 | 山本譲二                                       | ・わんぱくKIDS ―大人は判ってくれない― ・dog＆cat's ・ ・〈からくりチャンス〉 |                                           |
| 148    | 12月24日 |                                                | 総決算クリスマススペシャル・ |                                           |

#### 1996年
| 回  | 放送日  | ゲスト                          | コーナー | 備考                                             |
| --- | ------- | ------------------------------- | --- | ------------------------------------------------ |
| 149 | 1月7日  | キャイ～ン!                     | ・ウォーターワンダーランド ・スポーツ十番勝負 ・ ・〈からくりチャンス〉ご長寿早押しクイズ                                                                                 |                                                  |
| 150 | 1月14日 | 水野真紀                        | ・からくりビデオ絵日記 ・からくり衝撃の事件簿 ・私のお気に入り ・〈からくりチャンス〉ご長寿早押しクイズ                                                                   | 後にレギュラーとなる水野真紀が、番組初登場。     |
| 151 | 1月21日 | 佐藤浩市                        | ・ANIMAL WORLD ・輝け！街の有名人大賞 ・ ・〈からくりチャンス〉 |                                                  |
| 152 | 1月28日 | 大久保博元 （現・デーブ大久保） | ・わんぱくKIDS ―大人は判ってくれない― ・からくり衝撃の事件簿 ・ ・〈からくりチャンス〉ご長寿早押しクイズ                                                                  |                                                  |
| 153 | 2月4日  | うつみ宮土理                    | ・わんぱくKIDS ―大人は判ってくれない― ・スポーツワンダーランド ―SPORTS WONDERLAND― ・からくりおたっしゃ倶楽部 ・〈からくりチャンス〉お宅のアレ持ってきて下さい ～新潟編～ | 後にレギュラーとなるうつみ宮土理が、番組初登場。 |
| 154 | 2月11日 | 勝俣州和                        | ・ANIMAL WORLD ・素敵なバースディ ・ ・〈からくりチャンス〉 |                                                  |
| 155 | 2月18日 | 細川直美                        | ・からくり衝撃の事件簿 ・ANIMAL WORLD ・わんぱくKIDS ・〈からくりチャンス〉                                                                                               |                                                  |
| 156 | 2月25日 | 斉藤慶子                        | ・からくり慣用句辞典 ・KARAKURI SLAPSTICK SHOW！～からくりドタバタ特集～ ・からくり親子物語 ・〈からくりチャンス〉ご長寿早押しクイズ                                      |                                                  |
| 157 | 3月3日  | 堀内孝雄                        | ・わんぱくKIDS ・ぼくらの街の人々 ・からくりビデオ絵日記 ・〈からくりチャンス〉                                                                                           |                                                  |
| 158 | 3月10日 | 羽田惠里佳                      | ・大騒ぎ!!からくりアパートーKARAKURI AMAZING APART MENT― ・からくり衝撃の事件簿 ・ ・〈からくりチャンス〉ご長寿早押しクイズ                                               |                                                  |
| 159 | 3月17日 | 堺正章                          | ・からくり教養講座「イヌとネコの生態」 ・からくり女の劇場 ・からくり大パニック ・〈からくりチャンス〉ご長寿早押しクイズ                                                   |                                                  |
| SP2 | 3月24日 | ラモス瑠偉 渡辺満里奈 蛭子能収  | 春満開! 伝説の名ビデオすべて見せます ・世界のウルトラパフォーマー ・グレーテストわんぱくKIDS ・                                                                           | 総集編。 30分時代の最終回。                      |

### 枠拡大後「さんまのSUPERからくりTV」

#### 1996年
| 回  | 放送日   | ゲスト   | コーナー | 備考 |  |
| --- | -------- | -------- | --- | --- |  |
| 1   | 4月21日  | 鶴田真由 | ・からくりKIDS ・大騒ぎ!!からくりアパートーKARAKURI AMAZING APART MENT― ・玉緒が行く(初) No.1 ~玉緒、コンビニでアンパンを売るの巻~ ・KARAKURI headline「携帯電話＆PHS100万台」 ・ニッポンの歩き方 ―NIPPON NO ARUKIKATA―「日本料理を食べる」 ・第2回 ご長寿早押しクイズ名人戦 ・爆笑ホームビデオ大募集のお知らせ→西村知美のボツビデオ | 1時間枠に拡大。看板コーナー「玉緒が行く」スタート。 玉緒、うつみ、水野、TOKIOがレギュラー加入。また、この回を最後にゲスト制を一旦廃止（レギュラーの代役は除く）。 |  |
| 2   | 4月28日  | 無し     | ・からくり親子物語 ・からくり性格診断所 Karakuri Personality Clinic アニマル篇 ・からくりKIDS ・玉緒が行く No.2 ~玉緒ブティックでTシャツを売るの巻~ ・からくり基礎英語 「REFRIGERATOR＝冷蔵庫」 ・〈からくりチャンス〉ご長寿早押しクイズ                                                                                             | |  |
| 3   | 5月5日   | 無し     | ・からくり衝撃の事件簿 ・からくりザ･団体行動―THE TEAM ACTION― ・からくり一発芸大賞 ・玉緒が行く No.3 ~玉緒、ギャルにクイズを出題してもらうの巻~ ・KARAKURI headline ・〈からくりチャンス〉ご長寿早押しクイズ | |  |
| 4   | 5月12日  | 無し     | ・ ・玉緒が行く No.4 ~理髪店 ~ ・からくり残像クイズ ・〈からくりチャンス〉ご長寿早押しクイズ | |  |
| 5   | 5月19日  | 無し     | ・大騒ぎ!!からくりアパート―KARAKURI AMAZING APART MENT― ・スポーツワンダーランド ―SPORT WONDERLAND― ・玉緒が行く No.5 ~玉緒、お好み焼き屋で働くの巻~ ・からくり基礎英語「eggplant＝ナス」 ・ ・〈からくりチャンス〉ご長寿早押しクイズ                                                                                                | |  |
| 6   | 5月26日  | 無し     | ・からくり性格診断所 Karakuri Personality Clinic アニマル篇 ・ ・玉緒が行く No.6 ~~ ・からくり残像クイズ ・〈からくりチャンス〉ご長寿早押しクイズ | |  |
| 7   | 6月2日   | 無し     | ・からくり大パニック ・ニッポンの歩き方 ―NIPPON NO ARUKIKATA―「わんこそば」 ・ ・玉緒が行く No.7 ~~ ・からくり残像クイズ ・〈からくりチャンス〉ご長寿早押しクイズ | |  |
| 8   | 6月9日   | 無し     | ・ ・〈からくりチャンス〉 | 本来はナイター中継で休止の予定だったが、プロ野球中止の為、通常放送。                                                                                              |  |
| 9   | 6月16日  | 無し     | ・ ・二人の世界 ・からくり学園の一日 ・玉緒が行く No.8 ~男子寮~ ・からくり残像クイズ ・〈からくりチャンス〉ご長寿早押しクイズ | |  |
| 10  | 6月23日  | 無し     | ・からくり基礎英語 ・ ・玉緒が行く No.9~~ ・からくり残像クイズ ・〈からくりチャンス〉ご長寿早押しクイズ | |  |
| 11  | 6月30日  | 無し     | ・からくり拍手かっさい ・からくりビデオ絵日記 ・からくり基礎英語 ・玉緒が行く No.10~酒場接客~ ・からくり残像クイズ ・〈からくりチャンス〉ご長寿早押しクイズ | |  |
| 12  | 7月7日   | 無し     | ・ニッポンの歩き方 ―NIPPON NO ARUKIKATA―「わんこそば」 ・ ・からくり基礎英語 ・玉緒が行く No.11 ~本屋さん~ ・からくりビデオレター ・〈からくりチャンス〉ご長寿早押しクイズ | |  |
| 13  | 7月21日  | 無し     | ・ ・玉緒が行く No.12 ~幼稚園の先生~ ・ ・〈からくりチャンス〉 | |  |
| 14  | 7月28日  | 無し     | ・ ・ニッポンの歩き方 ―NIPPON NO ARUKIKATA―「縁日」 ・玉緒が行く No.13 ~お天気お姉さん~ ・からくりビデオレター ・〈からくりチャンス〉ご長寿早押しクイズ | |  |
| 15  | 8月11日  | 無し     | ・大騒ぎ!!からくりアパート―KARAKURI AMAZING APART MENT― ・ ・玉緒が行く No.14 ・ ・からくりビデオレター ・〈からくりチャンス〉ご長寿早押しクイズ | |  |
| 16  | 8月18日  | 無し     | ・からくりファイル ・ ・玉緒が行く No.15 ~紳士服売り場~ ・からくりビデオレター ・〈からくりチャンス〉第3回 ご長寿早押しクイズ名人戦 | |  |
| 17  | 8月25日  | 無し     | ・プリティウーマン ・困った奴ら ・ ・玉緒が行く No.16 ~スチュワーデス~ ・からくりビデオレター ・〈からくりチャンス〉ご長寿早押しクイズ | |  |
| 18  | 9月8日   | 無し     | ・からくり警戒標識 ・ ・玉緒が行く No.17 ~ラジオDJ~ ・からくりビデオレター ・〈からくりチャンス〉ご長寿早押しクイズ | |  |
| 19  | 9月15日  | 関口知宏 | ・ ・ANIMAL WORLD ・からくり女の劇場 ・玉緒が行く No.18 ~メガネ店~ ・からくりビデオレター ・〈からくりチャンス〉ご長寿早押しクイズ | |  |
| SP1 | 10月6日  | 無し     | ・からくりビデオレター ・二人きりの食事会 ・玉緒が行く No.19 ~マジックショー~ ・ ・〈からくりチャンス〉ご長寿早押しクイズ | |  |
| 20  | 10月13日 | 無し     | ・からくりKIDS ・からくり犯罪白書 ・ ・玉緒が行く No.20 ~OL~ ・からくりビデオレター ・〈からくりチャンス〉ご長寿早押しクイズ | |  |
| 21  | 10月27日 | 無し     | ・からくりKIDS ・ ・KARAKURI FUNNIEST ENGLISH ・玉緒が行く NO.21 ~デパートガール~ ・からくりビデオレター ・〈からくりチャンス〉ご長寿早押しクイズ | |  |
| 22  | 11月3日  | 野々村真 | ・からくり大サーカス ・ ・玉緒が行く No.22 ~占い師~ ・ ・からくりビデオレター ・〈からくりチャンス〉ご長寿早押しクイズ | |  |
| 23  | 11月10日 | 無し     | ・ ・玉緒が行く No.23 ~歯科医~ ・ ・からくりビデオレター ・〈からくりチャンス〉ご長寿早押しクイズ | |  |
| 24  | 11月17日 | 無し     | ・ANIMAL WORLD ・からくりKIDS ・玉緒が行く No.24 ~ラップ~ ・KARAKURI FUNNIEST ENGLISH ・からくりビデオレター ・〈からくりチャンス〉ご長寿早押しクイズ | |  |
| 25  | 11月24日 | 無し     | ・からくりウォッチング ・ ・玉緒が行く No.25 ~結婚情報会社 ~ ・ ・〈からくりチャンス〉ご長寿早押しクイズ：宮城県 蔵王町 | |  |
| 26  | 12月1日  | 無し     | ・からくりセレモニー ・ ・玉緒が行く No.26 ~ネイルサロン~ ・ ・〈からくりチャンス〉ご長寿早押しクイズ | |  |
| 27  | 12月8日  | 無し     | ・うちの子ナンバーワン ・ ・玉緒が行く No.27 ~レンタルビデオ ~ ・ ・からくりビデオレター ・〈からくりチャンス〉ご長寿早押しクイズ | |  |
| 28  | 12月15日 | 無し     | ・からくり映画劇場 ・初めての体験 ・玉緒が行く No.28 ~美容院~ ・ ・からくりビデオレター ・〈からくりチャンス〉ご長寿早押しクイズ | |  |

#### 1997年
| 回  | 放送日   | ゲスト        | コーナー | 備考                                                              |
| --- | -------- | ------------- | --- | ----------------------------------------------------------------- |
| 29  | 1月12日  | 無し          | ・Happy Wedding ・からくりウォッチング ・玉緒が行く No.29 ~実演販売~ ・からくりビデオレター ・ ・?〈からくりチャンス〉ご長寿早押しクイズ |                                                                   |
| 30  | 1月19日  | 無し          | ・アニマルワールド ・玉緒が行く No.30 ~合コン~ ・ ・〈からくりチャンス〉 |                                                                   |
| 31  | 1月26日  | 無し          | ・からくり生活診断所 ・ ・玉緒が行く No.31 ~生放送AD~ ・ ・〈からくりチャンス〉ご長寿早押しクイズ |                                                                   |
| 32  | 2月2日   | 無し          | ・からくりファミリー ・ ・玉緒が行く No.32 ~出版社~ ・ ・〈からくりチャンス〉ご長寿早押しクイズ |                                                                   |
| 33  | 2月9日   | 無し          | ・ ・・玉緒が行く No.33 ~ゲームセンター~ ・ ・〈からくりチャンス〉 |                                                                   |
| 34  | 2月16日  | 無し          | ・からくり楽しい休暇 ・ ・玉緒が行く No.34 ~玉緒、腹話術を教わるの巻~ ・ ・〈からくりチャンス〉 |                                                                   |
| 35  | 2月23日  | 無し          | ・世界ビックリ大賞 ・スイートホーム ・玉緒が行く No.35 ~カラオケパブ~ ・ ・〈からくりチャンス〉 |                                                                   |
| 36  | 3月2日   | 無し          | ・ ・玉緒が行く No.36 ~スポーツインストラクター~ ・KARAKURI FUNNIEST ENGLISH ・ ・〈からくりチャンス〉 |                                                                   |
| 37  | 3月9日   | 無し          | ・からくり衝撃の事件簿 ・からくり音楽教室 ・玉緒が行く No.37 ~ハンバーガーショップ~ ・KARAKURI FUNNIEST ENGLISH ・からくりビデオレター ・〈からくりチャンス〉第4回 ご長寿早押しクイズ名人戦：宮城県 七ヶ浜町                                                                |                                                                   |
| 38  | 3月16日  | 無し          | ・ ・ ・玉緒が行く No.38 ~理科の先生~ ・ ・〈からくりチャンス〉 |                                                                   |
| SP2 | 3月23日  | 無し          | 超特大号！ ・玉緒が行く 名作ライブラリー ・からくりビデオレター 南国編、北国編 ・女たちのからくりTV ・ご長寿早押しクイズ | この回を以て相原勇が番組降板。 翌回以降から、西村知美が毎週出演。 |
| 39  | 4月6日   | キャイ～ン    | ・からくり人生相談 ・ ・玉緒が行く No.39 ~ファッション雑誌記者~ ・ ・〈からくりチャンス〉ご長寿早押しクイズ |                                                                   |
| 40  | 4月13日  | 無し          | ・からくりウォッチング ・KARAKURIこどもCLUB ・KARAKURI FUNNIEST ENGLISH 「悩み : a worry」 ・玉緒が行く No.40 ~玉緒、クリーニング店で働くの巻~ ・からくりビデオレター ：徳島県由岐町 ・〈からくりチャンス〉ご長寿早押しクイズ：栃木県 河内町                                |                                                                   |
| 41  | 4月20日  | 無し          | ・ ・玉緒が行く No.41 ~ガソリンスタンド~ ・ ・〈からくりチャンス〉 |                                                                   |
| 42  | 4月27日  | 無し          | ・ ・玉緒が行く No.42 ~不動産~ ・ ・〈からくりチャンス〉\|\| |                                                                   |
| 43  | 5月11日  | 無し          | ・からくりウォッチング ・ ・玉緒が行く No.43 ~玉緒、ベンチリポーターになるの巻~ ・KARAKURI FUNNIEST ENGLISH ・ ・〈からくりチャンス〉ご長寿早押しクイズ |                                                                   |
| 44  | 5月18日  | 無し          | ・ ・玉緒が行く No.44 ~パントマイム~ ・KARAKURI FUNNIEST ENGLISH ・からくりビデオレター〈からくりチャンス〉ご長寿早押しクイズ：茨城県 玉造町 |                                                                   |
| 45  | 5月25日  | 無し          | ・ ・玉緒が行く No.45 ~ペットホテル~ ・KARAKURI FUNNIEST ENGLISH「驚いたこと」 ・ ・〈からくりチャンス〉ご長寿早押しクイズ |                                                                   |
| 46  | 6月1日   | 無し          | ・ ・玉緒が行く No.46 ~魚屋~ ・ ・〈からくりチャンス〉ご長寿早押しクイズ |                                                                   |
| 47  | 6月15日  | 無し          | ・ ・玉緒が行く No.47 ~ウルトラマンショー~ ・KARAKURI FUNNIEST ENGLISH ・ ・〈からくりチャンス〉ご長寿早押しクイズ |                                                                   |
| 48  | 6月22日  | 無し          | ・ ・玉緒が行く No.48 ~バスガイド~ ・KARAKURI FUNNIEST ENGLISH ・ ・〈からくりチャンス〉ご長寿早押しクイズ |                                                                   |
| 49  | 7月6日   | 無し          | ・ ・全国商店街の人気主人を探せ ・KARAKURI FUNNIEST ENGLISH「挑戦」 ・からくりビデオレター：鹿児島 ・〈からくりチャンス〉ご長寿早押しクイズ：静岡県 御前崎町 |                                                                   |
| 50  | 7月13日  | 無し          | ・ ・玉緒が行く No.49~ファッションショー~ ・KARAKURI FUNNIEST ENGLISH ・ ・〈からくりチャンス〉ご長寿早押しクイズ |                                                                   |
| 51  | 7月20日  | 無し          | ・ ・玉緒が行く No.50 ~ホテルマン~ ・KARAKURI FUNNIEST ENGLISH ・ ・〈からくりチャンス〉ご長寿早押しクイズ |                                                                   |
| 52  | 8月3日   | 無し          | ・ ・玉緒が行く No.51 ~農協~ ・KARAKURI FUNNIEST ENGLISH ・ ・〈からくりチャンス〉ご長寿早押しクイズ |                                                                   |
| 53  | 8月10日  | 無し          | ・ ・玉緒が行く No.52 ~プール指導員~ ・ ・〈からくりチャンス〉ご長寿早押しクイズ |                                                                   |
| 54  | 8月17日  | 無し          | ・ ・玉緒が行く No.53 ~映画館~ ・ ・からくりビデオレター ・〈からくりチャンス〉 ご長寿早押しクイズ |                                                                   |
| 55  | 8月31日  | 猿岩石        | ・ ・玉緒が行く No.54 ~タクシー会社~ ・ ・〈からくりチャンス〉ご長寿早押しクイズ |                                                                   |
| 56  | 9月14日  | 無し          | ・ ・・玉緒が行く No.55 ~有線放送~ ・ ・からくりビデオレター ・〈からくりチャンス〉ご長寿早押しクイズ |                                                                   |
| 57  | 9月21日  | 長嶋一茂      | ・ ・玉緒が行く No.56 ~玉緒、オーケストラに挑戦の巻~ ・KARAKURI FUNNIEST ENGLISH ・ ・〈からくりチャンス〉ご長寿早押しクイズ：茨城県 金砂郷町 ① 富田 きぬ子(85歳) ② 荒井 たね子(86歳) ③ 茅根 寛 (82歳)\|\|                                                                  |                                                                   |
| SP3 | 10月5日  | 無し          | 秋の特大号!! ・からくりウォッチング ・からくりアニマルワールド ・KARAKURI FUNNIEST ENGLISH inハワイ ・関根が行く ・からくりファンレター ・玉緒が行く No.57 ~探偵~ ・からくりビデオレター ・〈からくりチャンス〉第5回 ご長寿早押しクイズ名人戦 ①寺澤善太郎 ②宮内 憲 ③茅根 寛 |                                                                   |
| 58  | 10月12日 | 無し          | ・ ・玉緒が行く No.58 ~ガードマン~ ・KARAKURI FUNNIEST ENGLISH 「不思議」 ・からくりビデオレター ・〈からくりチャンス〉ご長寿早押しクイズ |                                                                   |
| 59  | 10月19日 | 無し          | ・からくりKIDS ・神様おねがい ・玉緒が行く No.59 ~報道カメラマン~ ・KARAKURI FUNNIEST ENGLISH ・からくりビデオレター ・〈からくりチャンス〉ご長寿早押しクイズ |                                                                   |
| 60  | 10月26日 | 無し          | ・ ・玉緒が行く No.60 ~自動車ディーラー~ ・ ・からくりビデオレター〈からくりチャンス〉ご長寿早押しクイズ |                                                                   |
| 61  | 11月2日  | 無し          | ・ ・玉緒が行く No.61 ~温泉の女将~ ・ ・からくりビデオレター ・〈からくりチャンス〉ご長寿早押しクイズ |                                                                   |
| 62  | 11月9日  | 無し          | ・からくり動物園 ・ ・玉緒が行く No.62 ~フラメンコ~ ・KARAKURI FUNNIEST ENGLISH「発表」 ・からくりビデオレター ・〈からくりチャンス〉ご長寿早押しクイズ |                                                                   |
| 63  | 11月16日 | 無し          | ・からくりウォッチング ・たのしいわが家 ・玉緒が行く No.63 ~靴屋~ ・KARAKURI FUNNIEST ENGLISH「恥ずかしい」 ・ ・〈からくりチャンス〉ご長寿早押しクイズ：長野県辰野町 |                                                                   |
| 64  | 11月23日 | 無し          | ・ ・玉緒が行く No.64 ~玉緒、ボーイスカウトに入るの巻~ ・KARAKURI FUNNIEST ENGLISH ・ ・〈からくりチャンス〉ご長寿早押しクイズ |                                                                   |
| 65  | 11月30日 | 無し          | ・からくり動物王国 ・キッズパラダイス ・玉緒が行く No.65 ~玉緒、パン屋さんになるの巻~ ・KARAKURI FUNNIEST ENGLISH ・からくりビデオレター ・〈からくりチャンス〉ご長寿早押しクイズ                                                                                           |                                                                   |
| 66  | 12月7日  | 無し          | ・からくりウォッチング ・しょうがない奴ら ・玉緒が行く No.66 ~洋楽プロモーター~ ・KARAKURI FUNNIEST ENGLISH ・からくりビデオレター ・〈からくりチャンス〉ご長寿早押しクイズ                                                                                                 |                                                                   |
| 67  | 12月14日 | 森田剛 三宅健 | ・ ・玉緒が行く No.67 ~玉緒、俳句を詠むの巻~ ・KARAKURI FUNNIEST ENGLISH ・ ・〈からくりチャンス〉 ご長寿早押しクイズ |                                                                   |

#### 1998年
| 回  | 放送日   | ゲスト   | コーナー | 備考                                     |
| --- | -------- | -------- | --- | ---------------------------------------- |
| 68  | 1月11日  | 無し     | ・スウィートホーム ・からくりアニマルワールド ・玉緒が行く No.68 ~一日駅長~ ・KARAKURI FUNNIEST ENGLISH ・ ・〈からくりチャンス〉 ご長寿早押しクイズ |                                          |
| 69  | 1月18日  | 長嶋一茂 | ・スウィートホーム ・アニマルワールド ・玉緒が行く No.69 ~スポーツ店~ ・KARAKURI FUNNIEST ENGLISH ・ ・〈からくりチャンス〉 ご長寿早押しクイズ |                                          |
| 70  | 1月25日  | 無し     | ・ ・玉緒が行く No.70 ~ニュースアナ~ ・KARAKURI FUNNIEST ENGLISH ・ ・〈からくりチャンス〉 ご長寿早押しクイズ |                                          |
| 71  | 2月1日   | 無し     | ・からくりKIDS ・からくりホリデー ・KARAKURI FUNNIEST ENGLISH 「しまった」 ・玉緒が行く No.71 ~消防隊員~ ・からくりビデオレター ・〈からくりチャンス〉 ご長寿早押しクイズ |                                          |
| 72  | 2月8日   | 無し     | ・ ・KARAKURI FUNNIEST ENGLISH ・玉緒が行く No.72 ~花屋~ ・からくりビデオレター ・〈からくりチャンス〉ご長寿早押しクイズ |                                          |
| 73  | 2月15日  | 無し     | ・ ・KARAKURI FUNNIEST ENGLISH ・玉緒が行く No.73 ~人間ドック~ ・ ・〈からくりチャンス〉ご長寿早押しクイズ |                                          |
| 74  | 2月22日  | 無し     | ・ ・玉緒が行く No.74 ~スーパー店員~ ・KARAKURI FUNNIEST ENGLISH ・ ・〈からくりチャンス〉ご長寿早押しクイズ |                                          |
| 75  | 3月1日   | 無し     | ・からくりKIDS ・からくりウォッチング ・玉緒が行く No.75 ~絵画教室~ ・KARAKURI FUNNIEST ENGLISH ・ ・〈からくりチャンス〉 ご長寿早押しクイズ |                                          |
| 76  | 3月8日   | 無し     | ・ ・玉緒が行く No.76 ~社長秘書~ ・からくりビデオレター ・〈からくりチャンス〉 ご長寿早押しクイズ |                                          |
| 77  | 3月15日  | 無し     | ・ ・玉緒が行く No.77 ~歌声喫茶~ ・ ・〈からくりチャンス〉 ご長寿早押しクイズ |                                          |
| 78  | 3月22日  | 無し     | ・からくり男の世界 ・からくりジャパニーズホームビデオ ・玉緒が行く No.78 ~結婚披露宴~ ・KARAKURI FUNNIEST ENGLISH ・からくりビデオレター ・〈からくりチャンス〉 ご長寿早押しクイズ |                                          |
| SP4 | 3月29日  | 無し     | 超特大号! ・からくり特選クリップ集1997~1998 ・ベストオブANIMALS 1997~1998 ・玉緒が行く 名作ライブラリ その一 No.34 玉緒、腹話術を教わるの巻、 No.57 玉緒、オーケストラに挑戦の巻 ・ベストオブKIDS 1997~1998 ・THE BEST OF KARAKURI FUNNIEST ENGLISH ・玉緒が行く 名作ライブラリ その二 No.67 玉緒、俳句を詠むの巻 ・からくりビデオレタースペシャル 南国篇・北国篇 ・からくりハードパンチャー列伝 浅田美代子編・西村知美編・美代子、知美の波状攻撃 ・玉緒が行く 名作ライブラリ その三 No.43 玉緒、ベンチリポーターになるの巻 ・ご長寿早押しクイズ 珠玉の名解答厳選20連発！                                   | 総集編。 この回を以て、TOKIOが番組降板。 |
| 79  | 4月19日  | 無し     | ・からくりマイブーム ・? ・KARAKURI FUNNIEST ENGLISH「裏目に出たこと」 ・玉緒が行く No.79 ~居酒屋~ ・からくりビデオレター ・〈からくりチャンス〉ご長寿早押しクイズ | 長嶋一茂がレギュラー加入                 |
| 80  | 4月26日  | 無し     | ・ ・KARAKURI FUNNIEST ENGLISH「教訓」 ・玉緒が行く No.80 ~住宅販売~ ・ ・〈からくりチャンス〉ご長寿早押しクイズ |                                          |
| 81  | 5月3日   | 無し     | ・からくりアニマル ・ ・・玉緒が行く No.81~~ ・KARAKURI FUNNIEST ENGLISH 「気になってる事」 ・ ・〈からくりチャンス〉ご長寿早押しクイズ |                                          |
| 82  | 5月10日  | 無し     | ・からくりキッズ ・ ・KARAKURI FUNNIEST ENGLISH 「許せないこと」 ・玉緒が行く No.82 ~郵便局~ ・からくりビデオレター：新潟県相川町 ・〈からくりチャンス〉ご長寿早押しクイズ |                                          |
| 83  | 5月17日  | 無し     | ・ ・KARAKURI FUNNIEST ENGLISH 「ショックなこと」 ・玉緒が行く No.83 ~モデルのマネージャー~ ・からくりビデオレター：熊本 ・〈からくりチャンス〉ご長寿早押しクイズ |                                          |
| 84  | 5月24日  | 無し     | ・からくりどうぶつ王国 ・ ・KARAKURI FUNNIEST ENGLISH ・玉緒が行く No.84 ~ チアリーダー~ ・ ・〈からくりチャンス〉ご長寿早押しクイズ |                                          |
| 85  | 5月31日  | 無し     | ・思い出のアルバム ・アニマルワールド ・玉緒が行く No.85 ~ 茶道~ ・KARAKURI FUNNIEST ENGLISH 「勲章」 ・からくりビデオレター ・〈からくりチャンス〉ご長寿早押しクイズ |                                          |
| 86  | 6月14日  | 無し     | ・からくりキッズ ・からくりウォッチング ・玉緒が行くNo.86 ~ ボウリング場~ ・KARAKURI FUNNIEST ENGLISH ・ ・〈からくりチャンス〉ご長寿早押しクイズ |                                          |
| 87  | 6月21日  | 無し     | ・ ・玉緒が行く No.87 ~ ソムリエ~ ・ ・〈からくりチャンス〉ご長寿早押しクイズ |                                          |
| 88  | 6月28日  | 無し     | ・からくり動物王国 ・ ・KARAKURI FUNNIEST ENGLISH「屈辱を受けたこと」 ・玉緒が行く No.88 ~ マッサージ店~ ・ ・〈からくりチャンス〉 ご長寿早押しクイズ |                                          |
| 89  | 7月12日  | 無し     | ・困った現象 ・からくりKIDS ・玉緒が行く No.89 ~ 海上自衛隊 ・KARAKURI FUNNIEST ENGLISH 「初めて」 ・からくりビデオレター ・〈からくりチャンス〉 ご長寿早押しクイズ |                                          |
| 90  | 7月19日  | 無し     | ・からくりアニマルワールド ・からくりな女たち ・玉緒が行く No.90 ~ おもちゃ会社 ・KARAKURI FUNNIEST ENGLISH 「初めて」 ・ ・〈からくりチャンス〉 ご長寿早押しクイズ |                                          |
| 91  | 8月2日   | 無し     | ・ちょっと心配な人たち ・からくりファミリー ・玉緒が行く No.91 ~ お寺で修行 ・KARAKURI FUNNIEST ENGLISH 「心残り」 ・からくりビデオレター ・〈からくりチャンス〉 ご長寿早押しクイズ |                                          |
| 92  | 8月9日   | 無し     | ・からくりウォッチング ・ ・玉緒が行く No.92 ~ 電力会社 ・ ・〈からくりチャンス〉ご長寿早押しクイズ |                                          |
| 93  | 8月16日  | 無し     | ・からくりBABY'S ・からくりファイル ・玉緒が行く No.93 ~ 町長になる ・KARAKURI FUNNIEST ENGLISH 「焦った」 ・からくりビデオレター ・〈からくりチャンス〉ご長寿早押しクイズ |                                          |
| 94  | 8月30日  | 無し     | ・からくりスイートホーム ・アニマルワールド ・玉緒が行く No.94 ~ 海の家 ・KARAKURI FUNNIEST ENGLISH「ストレス解消」 ・ ・〈からくりチャンス〉ご長寿早押しクイズ |                                          |
| 95  | 9月6日   | 無し     | ・からくり動物王国 ・ ・玉緒が行く No.95 ~ 自動車教習所 ・ ・からくりビデオレター ・〈からくりチャンス〉ご長寿早押しクイズ |                                          |
| 96  | 9月13日  | 無し     | ・アニマルワールド ・困った現象 ・KARAKURI FUNNIEST ENGLISH ・玉緒が行く No.96 ~ ディスコ ・からくりビデオレター ・〈からくりチャンス〉ご長寿早押しクイズ |                                          |
| 97  | 9月20日  | 無し     | ・からくりパニック ・ ・玉緒が行く No.97 ~ 宝石店 ・ ・からくりビデオレター ・〈からくりチャンス〉ご長寿早押しクイズ |                                          |
| SP5 | 10月4日  | 無し     | 秋の特大号!! ・アニマルワールド ・からくりNETサービス ・玉緒が行く No.98 ~ 高校入学 ・からくりビデオレター特別企画 ・KARAKURI FUNNIEST ENGLISH 「反省してる事」 ・ ・〈からくりチャンス〉第6回 ご長寿早押しクイズ名人戦 | この回を以て水野真紀が番組降板。         |
| 98  | 10月11日 |          | ・男の世界 ・ ・玉緒が行く No.99 ~ 新聞配達 ・KARAKURI FUNNIEST ENGLISH ・ ・〈からくりチャンス〉ご長寿早押しクイズ | ゲスト制度が復活。                       |
| 99  | 10月18日 | 今村恵子 | ・ ・玉緒が行くNo.100 ~ 玉緒、混声合唱団に入るの巻~ ・からくりビデオレター ・〈からくりチャンス〉ご長寿早押しクイズ |                                          |
| 100 | 10月25日 |          | ・ ・KARAKURI FUNNIEST ENGLISH ・玉緒が行く No.101~ 怪獣映画の宣伝~ ・ ・〈からくりチャンス〉ご長寿早押しクイズ |                                          |
| 101 | 11月1日  |          | ・ ・玉緒が行く No.102 ~ 動物園の飼育係~ ・ ・からくりビデオレター ・〈からくりチャンス〉ご長寿早押しクイズ |                                          |
| 102 | 12月6日  | 藤原紀香 | ・からくり動物王国 ・からくりファミリー ・KARAKURI FUNNIEST ENGLISH 「ぬか喜び」 ・玉緒が行く No.103 ~ 宝くじ売り場 ・からくりビデオレター ・〈からくりチャンス〉ご長寿早押しクイズ |                                          |
| 103 | 12月13日 |          | ・からくりキッズ ・ ・玉緒が行く No.104 ~ 電器店 ・ ・〈からくりチャンス〉ご長寿早押しクイズ |                                          |
| 104 | 12月20日 |          | ・ごきげんピープル ・からくり動物王国 ・玉緒が行く No.105 ~ 美容学校 ・KARAKURI FUNNIEST ENGLISH 「やってしまったこと」 ・からくりビデオレター ・〈からくりチャンス〉ご長寿早押しクイズ |                                          |
| SP6 | 12月27日 | 内田有紀 | 年末特大号!! ・からくり動物王国 ・からくりNETサービス 「わが家の重大ニュース」 ・アメリカ天才ゴルフ少年登場! ・【「さんまのスーパーからくりTV」年末BIGプレゼント PARTⅠ】 1998年「からくりホームビデオ」リクエストベスト10 ・KARAKURI FUNNIEST ENGLISH 「今年の出来事」 ・【「さんまのスーパーからくりTV」年末BIGプレゼント PARTII】 ・Karakuri Stars Audition ―SAMMA's Super karakuri TV with positive action― ・玉緒が行く No.106 ~玉緒 学研のおばさんになるの巻~ ・からくりビデオレター年末特大号!! 〈からくりチャンス〉第7回 ご長寿早押しクイズ名人戦 ①三坂郁夫 (85歳) ②大石學治 (84歳) ③皆川俊男 (81歳) |                                          |

#### 1999年
| 回  | 放送日   | ゲスト     | コーナー | 備考                                           |
| --- | -------- | ---------- | --- | ---------------------------------------------- |
| 105 | 1月10日  |            | ・からくりファミリー ・私の楽しみ ・玉緒が行く No.107 ~イベントコンパニオン ・KARAKURI FUNNIEST ENGLISH ・からくりビデオレター ・〈からくりチャンス〉 ご長寿早押しクイズ                                                    |                                                |
| 106 | 1月17日  |            | ・ ・玉緒が行くNo.108 ~都バス ・KARAKURI FUNNIEST ENGLISH 「あぁたすかった」 ・ ・〈からくりチャンス〉 ご長寿早押しクイズ                                                                                                   |                                                |
| 107 | 1月24日  |            | ・からくりファミリー ・からくりファイル ・KARAKURI FUNNIEST ENGLISH 「正月の思い出」 ・玉緒が行く No.109 ~ 旅行代理店 ・からくりビデオレター ・〈からくりチャンス〉 ご長寿早押しクイズ                                      |                                                |
| 108 | 1月31日  |            | ・ ・玉緒が行く No.110 ~玉緒、フランス料理店で働くの巻~ ・KARAKURI FUNNIEST ENGLISH ｢いい加減にして！｣ ・からくりビデオレター ・〈からくりチャンス〉 ご長寿早押しクイズ                                                     |                                                |
| 109 | 2月7日   |            | ・からくり事件簿 ・からくり的魂の叫び ・玉緒が行く No.111 ~ 日曜大工店 ・KARAKURI FUNNIEST ENGLISH ・からくりビデオレター ・〈からくりチャンス〉 ご長寿早押しクイズ                                                         |                                                |
| 110 | 2月14日  |            | ・からくりバカファイル ・からくりKIDS ・玉緒が行く No.112 ~ 楽器店 ・ ・からくりビデオレター ・〈からくりチャンス〉ご長寿早押しクイズ                                                                                       |                                                |
| 111 | 2月21日  |            | ・からくりウォッチング ・からくり家庭生活 ・玉緒が行く No.113 ~ガス会社 ・ ・からくりビデオレター ・〈からくりチャンス〉ご長寿早押しクイズ                                                                                  |                                                |
| 112 | 2月28日  |            | ・ ・玉緒が行く No.114 ~女子プロレスアナウンサー ・KARAKURI FUNNIEST ENGLISH ・からくりビデオレター ・〈からくりチャンス〉ご長寿早押しクイズ                                                                                |                                                |
| 113 | 3月7日   |            | ・からくりPETS大集合 ・からくりニュースダイジェスト ・玉緒が行く No.115~ハウスクリーニング ・KARAKURI FUNNIEST ENGLISH 「泣いた」 ・からくりビデオレター ・〈からくりチャンス〉ご長寿早押しクイズ                           |                                                |
| 114 | 3月14日  |            | ・からくりウォッチング ・からくり大騒ぎ ・玉緒が行く No.116 ~ スポーツ記者 ・ ・〈からくりチャンス〉ご長寿早押しクイズ |                                                |
| 115 | 3月21日  |            | ・ ・KARAKURI FUNNIEST ENGLISH 「声を大にして言いたい!」 ・玉緒が行く No.117 ~警備会社の仕事 ・からくりビデオレター：徳山県 ・〈からくりチャンス〉ご長寿早押しクイズ                                                        |                                                |
| SP  | 3月28日  | 内田有紀   | 超特大号! ・からくりニュースダイジェスト ・からくり動物百科 ・玉緒が行く No.118 ~ダンススクール ・KARAKURI FUNNIEST ENGLISH 「卒業したこと」 ・Karakuri Stars Audition ・〈からくりチャンス〉第8回 ご長寿早押しクイズ名人戦 |                                                |
| 116 | 4月11日  |            | ・からくりメイド・イン・ジャパン ・私の悩み ・KARAKURI FUNNIEST ENGLISH「ガッカリ」 ・玉緒が行く No.119 ~引越し手伝い~ ・からくりビデオレター ・〈からくりチャンス〉ご長寿早押しクイズ                                      |                                                |
| 117 | 4月18日  |            | ・ ・玉緒が行く No.120 ~ 釣り船 ・KARAKURI FUNNIEST ENGLISH 「春だから」 ・からくりビデオレター：広島 ・〈からくりチャンス〉ご長寿早押しクイズ                                                                              |                                                |
| 118 | 4月25日  | 牧瀬里穂   | ・からくり動物王国 ・うちの子GI ・KARAKURI FUNNIEST ENGLISH 「賛成、反対と思うこと」 ・玉緒が行く No.121 ~家具売り場 ・からくりビデオレター ・〈からくりチャンス〉ご長寿早押しクイズ                                        |                                                |
| 119 | 5月9日   | 畑野ひろ子 | ・からくりDOGS ・からくりスイートホーム ・玉緒が行く No.122 ~野球の審判員 ・KARAKURI FUNNIEST ENGLISH 「忘れたいこと」 ・ ・〈からくりチャンス〉                                                                            | ご長寿早押しクイズ： 静岡                      |
| 120 | 5月16日  |            | ・ ・KARAKURI FUNNIEST ENGLISH 「頭に来た」 ・玉緒が行く No.123 ~ フィンランド大使館 ・からくりビデオレター：香川 ・〈からくりチャンス〉ご長寿早押しクイズ                                                                  |                                                |
| 121 | 5月23日  |            | ・からくりメイド・イン・ジャパン ・からくりウォッチング ・KARAKURI FUNNIEST ENGLISH 「心外」 ・玉緒が行く No.124~広告代理店 ・からくりビデオレター:青森 ・〈からくりチャンス〉ご長寿早押しクイズ                            |                                                |
| 122 | 5月30日  | 西田ひかる | ・ ・玉緒が行く No.125 ~ 遊園地 ・KARAKURI FUNNIEST ENGLISH 「ほっとしたこと」 ・からくりビデオレター ：岡山 ・〈からくりチャンス〉ご長寿早押しクイズ                                                                       |                                                |
| 123 | 6月13日  | 鶴田真由   | ・ ・KARAKURI FUNNIEST ENGLISH 「幻滅したこと」 ・玉緒が行くNo.126 ~ アシカショー ・からくりビデオレター ・〈からくりチャンス〉ご長寿早押しクイズ：青森                                                                     |                                                |
| 124 | 6月20日  |            | ・ ・玉緒が行く No.127 ~ アロマセラピー ・KARAKURI FUNNIEST ENGLISH「言い訳していること」 ・からくりビデオレター：宮城 ・〈からくりチャンス〉ご長寿早押しクイズ                                                             |                                                |
| 125 | 6月27日  |            | ・ ・KARAKURI FUNNIEST ENGLISH 「ヒヤッとしたこと」 ・玉緒が行く No.128 ~ 質屋さん ・からくりビデオレター ・〈からくりチャンス〉ご長寿早押しクイズ                                                                          |                                                |
| 126 | 7月11日  |            | ・ ・KARAKURI FUNNIEST ENGLISH 「告白」 ・玉緒が行く No.129 ~ 航空自衛隊 前編 ・からくりビデオレター： 長崎 ・〈からくりチャンス〉ご長寿早押しクイズ                                                                        |                                                |
| 127 | 7月18日  |            | ・ ・KARAKURI FUNNIEST ENGLISH「悔しい」 ・玉緒が行く No.129 ~ 航空自衛隊 後編 ・からくりビデオレター：福島 ・〈からくりチャンス〉ご長寿早押しクイズ                                                                        |                                                |
| 128 | 7月25日  |            | ・ ・KARAKURI FUNNIEST ENGLISH「意味が無い」 ・玉緒が行く No.130 ~ 高級ブランド品オークション ・からくりビデオレター：島根 ・〈からくりチャンス〉ご長寿早押しクイズ                                                         |                                                |
| 129 | 8月8日   |            | ・ ・KARAKURI FUNNIEST ENGLISH 「気を使ったこと」 ・玉緒が行く No.131 ~ ボート部合宿 ・からくりビデオレター ・〈からくりチャンス〉ご長寿早押しクイズ                                                                        |                                                |
| 130 | 8月15日  |            | ・ ・玉緒が行く No.132 ~ リフォームのお手伝い ・KARAKURI FUNNIEST ENGLISH「夏といえば」 ・からくりビデオレター：熊本 ・〈からくりチャンス〉ご長寿早押しクイズ                                                               |                                                |
| 131 | 8月22日  |            | ・たのしいわが家 ・からくりニュースダイジェスト ・玉緒が行く No.133 ~ 電車の車掌 ・KARAKURI FUNNIEST ENGLISH「納得いかないこと」 ・からくりビデオレター ・〈からくりチャンス〉ご長寿早押しクイズ：千葉県                    |                                                |
| 132 | 9月5日   |            | ・ ・KARAKURI FUNNIEST ENGLISH 「やられた」 ・玉緒が行く No.134~ 作詞に挑戦 ・からくりビデオレター：徳島 ・〈からくりチャンス〉ご長寿早押しクイズ                                                                           |                                                |
| 133 | 9月12日  | 酒井彩名   | ・ ・玉緒が行く No.135 ~中華料理店 ・KARAKURI FUNNIEST ENGLISH 「不愉快だ」 ・からくりビデオレター ・〈からくりチャンス〉ご長寿早押しクイズ                                                                                 |                                                |
| 134 | 9月19日  |            | ・ ・KARAKURI FUNNIEST ENGLISH 「やせがまん」 ・玉緒が行く No.136 ~ 自動車屋 ・からくりビデオレター：北海道 ・〈からくりチャンス〉ご長寿早押しクイズ                                                                        |                                                |
| SP  | 10月3日  | 西村雅彦   | 秋の特大号!! ・Karakuri Stars Audition ・玉緒が行く No.137 ~ステーキ店 ・KARAKURI FUNNIEST ENGLISH ・サラリーマン早調べクイズ ・からくりビデオレター ・ ・〈からくりチャンス〉第9回 ご長寿早押しクイズ 名人戦               | 看板企画「サラリーマン早調べクイズ」スタート。 |
| 135 | 10月10日 |            | ・ ・玉緒が行く No.138 ~CD店 ・KARAKURI FUNNIEST ENGLISH「やってられない」 ・からくりビデオレター：長崎 ・〈からくりチャンス〉ご長寿早押しクイズ                                                                            |                                                |
| 136 | 10月17日 |            | ・ ・玉緒が行く No.139 ~FMラジオ局 ・KARAKURI FUNNIEST ENGLISH「秋といえば」 ・からくりビデオレター：宮城 ・〈からくりチャンス〉ご長寿早押しクイズ                                                                          |                                                |
| 137 | 10月24日 |            | ・ ・玉緒が行く No.140 ~服飾専門学校 ・KARAKURI FUNNIEST ENGLISH 「 はりきったこと」 ・サラリーマン早調べクイズ ・からくりビデオレター：北海道 ・〈からくりチャンス〉ご長寿早押しクイズ                                     |                                                |
| 138 | 10月31日 |            | ・ ・玉緒が行く No.141~自動車部品販売店 ・KARAKURI FUNNIEST ENGLISH「最悪だったこと」 ・サラリーマン早調べクイズ ・からくりビデオレター：鹿児島 ・〈からくりチャンス〉ご長寿早押しクイズ                                    |                                                |
| 139 | 11月7日  |            | ・ ・玉緒が行く No.142 ~植木屋 ・サラリーマン早調べクイズ ・KARAKURI FUNNIEST ENGLISH 「突然だったこと」br />・からくりビデオレター ・〈からくりチャンス〉ご長寿早押しクイズ                                                |                                                |
| 140 | 11月14日 |            | ・ ・玉緒が行く No.143 ~キャンプ教室のお手伝い ・KARAKURI FUNNIEST ENGLISH ・サラリーマン早調べクイズ ・からくりビデオレター ・〈からくりチャンス〉ご長寿早押しクイズ                                                       |                                                |
| 141 | 11月21日 |            | ・ ・玉緒が行く No.143 ~キャンプ教室のお手伝い 後編 ・KARAKURI FUNNIEST ENGLISH「バカみたいと思ったこと」 ・サラリーマン早調べクイズ ・からくりビデオレター：宮城県 ・〈からくりチャンス〉ご長寿早押しクイズ                |                                                |
| 142 | 11月28日 |            | ・ ・玉緒が行く No.144 ~日本語学校 ・KARAKURI FUNNIEST ENGLISHト 「ここだけの話」 ・サラリーマン早調べクイズ ・からくりビデオレター：三重 ・〈からくりチャンス〉ご長寿早押しクイズ                                          |                                                |
| 143 | 12月5日  |            | ・ ・玉緒が行く No.145 ~ヨガ教室に入学 ・KARAKURI FUNNIEST ENGLISH 「やっちゃった」 ・サラリーマン早調べクイズ ・からくりビデオレター：大分県 ・〈からくりチャンス〉ご長寿早押しクイズ                                      |                                                |
| 144 | 12月12日 |            | ・ ・玉緒が行く No.146 ~深夜警備員 ・サラリーマン早調べクイズ ・KARAKURI FUNNIEST ENGLISH「最近○○なこと」 ・からくりビデオレター：岩手県 ・〈からくりチャンス〉ご長寿早押しクイズ                                           |                                                |
| 145 | 12月19日 |            | ・ ・玉緒が行く No.147 ~書道教室に入門 ・KARAKURI FUNNIEST ENGLISH「私の苦手な･･･」 ・サラリーマン早調べクイズ ・からくりビデオレター：徳島県 ・〈からくりチャンス〉ご長寿早押しクイズ                                      |                                                |

#### 2000年
| 回  | 放送日   | ゲスト     | コーナー | 備考                                                                   |
| --- | -------- | ---------- | --- | ---------------------------------------------------------------------- |
| 146 | 1月9日   |            | ・ ・KARAKURI FUNNIEST ENGLISH 「腹の虫が治まらないこと」 ・玉緒が行く No.148 ~下着メーカー ・ ・〈からくりチャンス〉 ご長寿早押しクイズ |                                                                        |
| 147 | 1月16日  |            | ・ ・玉緒が行く No.149 ~合気道教室に入門 ・KARAKURI FUNNIEST ENGLISH 「しょうがない」 ・サラリーマン早調べクイズ ・からくりビデオレター ・〈からくりチャンス〉 ご長寿早押しクイズ |                                                                        |
| 148 | 1月23日  |            | ・ ・KARAKURI FUNNIEST ENGLISH「決心」 ・玉緒が行く No.150 ~ バレエ団 ・サラリーマン早調べクイズ ・からくりビデオレター：熊本県 ・〈からくりチャンス〉 ご長寿早押しクイズ |                                                                        |
| 149 | 1月30日  |            | ・ ・玉緒が行くNo.151 ~ お弁当屋さん ・KARAKURI FUNNIEST ENGLISH「大人or子どもだなぁと思ったこと」 ・サラリーマン早調べクイズ ・からくりビデオレター ・〈からくりチャンス〉 ご長寿早押しクイズ |                                                                        |
| 150 | 2月6日   |            | ・ ・KARAKURI FUNNIEST ENGLISH 「ドキッとしたこと」 ・玉緒が行く No.152 ~ ブライダルサロン ・サラリーマン早調べクイズ ・からくりビデオレター ・〈からくりチャンス〉 ご長寿早押しクイズ |                                                                        |
| 151 | 2月13日  |            | ・ ・玉緒が行くNo.153 ~ 衆議員秘書 ・KARAKURI FUNNIEST ENGLISH 「コリゴリ」 ・サラリーマン早調べクイズ ・からくりビデオレター ・〈からくりチャンス〉 ご長寿早押しクイズ |                                                                        |
| 152 | 2月20日  |            | ・ ・玉緒が行く No.154 ~ ゲートボール ・KARAKURI FUNNIEST ENGLISH 「ムッとした」 ・サラリーマン早調べクイズ ・からくりビデオレター ・〈からくりチャンス〉 ご長寿早押しクイズ |                                                                        |
| 153 | 2月27日  |            | ・ ・KARAKURI FUNNIEST ENGLISH「ダメダメと思ったこと」 ・玉緒が行く No.155 ~ イタリアンレストラン ・サラリーマン早調べクイズ ・からくりビデオレター ・〈からくりチャンス〉 ご長寿早押しクイズ |                                                                        |
| 154 | 3月5日   |            | ・ ・KARAKURI FUNNIEST ENGLISH 「最近発見したこと」 ・玉緒が行く No.156 ~ 競技かるた ・サラリーマン早調べクイズ ・からくりビデオレター：高知県 ・〈からくりチャンス〉 ご長寿早押しクイズ〉 |                                                                        |
| 155 | 3月12日  |            | ・<br ・玉緒が行く No.157 ~ ビリヤード ・KARAKURI FUNNIEST ENGLISH 「いいじゃん別に」 ・サラリーマン早調べクイズ ・からくりビデオレター ・〈からくりチャンス〉 ご長寿早押しクイズ〉 |                                                                        |
| 156 | 3月19日  |            | ・ ・玉緒が行くNo.158 ~ 家庭教師 ・KARAKURI FUNNIEST ENGLISH 「せいせいした」 ・サラリーマン早調べクイズ ・からくりビデオレター ・〈からくりチャンス〉 ご長寿早押しクイズ〉 |                                                                        |
| SP  | 4月2日   | 高橋克典   | 超特大号! ・ ・玉緒が行く No.159 ~ 自衛隊音楽隊 ・サラリーマン早調べクイズ 傑作集 ・KARAKURI FUNNIEST ENGLISH 「何とかせなあかん」 ・美代子･知美･一茂の知識の泉 ・からくりビデオレターsp：沖縄県 ・ 第10回 ご長寿早押しクイズ名人戦 ・ご長寿早押しクイズ 名回答20連発！ |                                                                        |
| 157 | 4月16日  | 伊藤裕子   | ・ ・玉緒が行く No.160 ~ シャボン玉師 ・サラリーマン早調べクイズ ・ ・〈からくりチャンス〉ご長寿早押しクイズ |                                                                        |
| 158 | 4月23日  | 鈴木蘭々   | ・ ・サラリーマン早調べクイズ ・玉緒が行く No.161 ~ 将棋 ・KARAKURI FUNNIEST ENGLISH 「しくじった」 ・からくりビデオレター ・〈からくりチャンス〉ご長寿早押しクイズ |                                                                        |
| 159 | 4月30日  | 優香       | ・ ・サラリーマン早調べクイズ ・玉緒が行くNo.162 ~ 水道管 ・ ・〈からくりチャンス〉ご長寿早押しクイズ |                                                                        |
| 160 | 5月7日   | 乾貴美子   | ・ ・KARAKURI FUNNIEST ENGLISH「年取ったなぁ」 ・玉緒が行く No.163 ~ 生け花 ・サラリーマン早調べクイズ ・ ・〈からくりチャンス〉ご長寿早押しクイズ |                                                                        |
| 161 | 5月14日  | 坂本三佳   | ・ ・玉緒が行く No.164 ~ 詩吟 ・KARAKURI FUNNIEST ENGLISH「ダメだこりゃ」 ・サラリーマン早調べクイズ ・ ・〈からくりチャンス〉ご長寿早押しクイズ |                                                                        |
| 162 | 5月21日  | 眞鍋かをり | ・ ・KARAKURI FUNNIEST ENGLISH「ずるいなぁ」 ・玉緒が行く No.165 ~ 弓道部 ・サラリーマン早調べクイズ ・ ・〈からくりチャンス〉ご長寿早押しクイズ |                                                                        |
| 163 | 5月28日  | 釈由美子   | ・ ・KARAKURI FUNNIEST ENGLISH 「バレちゃった」 ・玉緒が行くNo.166 ~ 陶芸家 ・サラリーマン早調べクイズ ・からくりビデオレター：徳島県 ・〈からくりチャンス〉ご長寿早押しクイズ |                                                                        |
| 164 | 6月11日  |            | ・ ・玉緒が行く No.167 ~ パラパラ ・KARAKURI FUNNIEST ENGLISH「めんどくさい」 ・サラリーマン早調べクイズ ・ ・〈からくりチャンス〉ご長寿早押しクイズ |                                                                        |
| 165 | 7月2日   |            | ・ ・KARAKURI FUNNIEST ENGLISH「ビクビクしたこと」 ・玉緒が行く No.168 ~ 競艇学校 ・サラリーマン早調べクイズ ・ ・〈からくりチャンス〉ご長寿早押しクイズ |                                                                        |
| 166 | 7月9日   | はしのえみ | ・ ・KARAKURI FUNNIEST ENGLISH「得したなぁ」 ・玉緒が行く No.169 ~ 太鼓 ・サラリーマン早調べクイズ ・ ・〈からくりチャンス〉ご長寿早押しクイズ |                                                                        |
| 167 | 7月16日  | 瀬戸朝香   | ・ ・KARAKURI FUNNIEST ENGLISH「」 ・玉緒が行くNo.170 ~ ボクシング ・サラリーマン早調べクイズ ・ ・〈からくりチャンス〉ご長寿早押しクイズ |                                                                        |
| 168 | 7月23日  | 佐藤藍子   | ・ ・KARAKURI FUNNIEST ENGLISH「カッコ悪ぅー」 ・玉緒が行く No.171 ~ 礼儀作法 ・サラリーマン早調べクイズ ・からくりビデオレター ・〈からくりチャンス〉ご長寿早押しクイズ |                                                                        |
| 169 | 8月6日   | 米倉涼子   | ・ ・KARAKURI FUNNIEST ENGLISH「うっとうしい」 ・玉緒が行く No.172 ~ 能 ・サラリーマン早調べクイズ ・ ・〈からくりチャンス〉ご長寿早押しクイズ |                                                                        |
| 170 | 8月13日  | 真中瞳     | ・ ・KARAKURI FUNNIEST ENGLISH「そりゃねーよ」 ・玉緒が行く No.173 ~ パンクロック ・サラリーマン早調べクイズ ・ ・〈からくりチャンス〉ご長寿早押しクイズ |                                                                        |
| 171 | 8月20日  | 黒坂真美   | ・からくり事件簿 ・KARAKURI FUNNIEST ENGLISH「手に負えない」 ・サラリーマン早調べクイズ ・美代子･知美･一茂の知識の泉 ・ ・〈からくりチャンス〉ご長寿早押しクイズ |                                                                        |
| 172 | 9月10日  | 菊川怜     | ・ ・玉緒が行く No.174 ~ 警察犬訓練所 ・サラリーマン早調べクイズ ・美代子･知美･一茂の知識の泉 ・ ・〈からくりチャンス〉 |                                                                        |
| 173 | 9月17日  |            | ・からくり動物王国 ・KARAKURI FUNNIEST ENGLISH「」 ・玉緒が行くNo.175 ~ 剣道 ・サラリーマン早調べクイズ ・ ・〈からくりチャンス〉ご長寿早押しクイズ |                                                                        |
| SP  | 10月8日  | 釈由美子   | 秋の特大号!! ・Best of Home Videos 特選傑作集1999 - 2000 ・美代子･知美･一茂の知識の泉 ・KARAKURI FUNNIEST JAPANESE「日本に来て驚いたこと」 ・玉緒が行く No.176 ~ 玉緒 フェンシング部に入部するの巻~ ・サラリーマン早調べクイズ ・サラリーマン早調べクイズ傑作選 2000.秋 ・からくりSUPER3お悩みパビリオン ・からくりビデオレター傑作選 ・緊急特別企画!市野さんはるかなるビデオレターへの道 ・〈からくりチャンス〉第11回 ご長寿早押しクイズ名人戦 ①大野仁三吉 (90歳) ②寺澤善太郎 (83歳) ③渡部定八 (88歳) | 「KARAKURI FUNNIEST JAPANESE」、「からくりお悩みパビリオン」スタート。 |
| 174 | 10月15日 | 伊藤裕子   | ・ ・玉緒が行く No.177 ~ 紙芝居 ・・KARAKURI FUNNIEST ENGLISH「何とかして」 ・サラリーマン早調べクイズ ・ ・〈からくりチャンス〉ご長寿早押しクイズ |                                                                        |
| 175 | 10月22日 | 鈴木蘭々   | ・ ・玉緒が行く No.177 ~ 紙芝居 ・KARAKURI FUNNIEST ENGLISH「私の悲劇」 ・サラリーマン早調べクイズ ・からくりビデオレター ・〈からくりチャンス〉ご長寿早押しクイズ |                                                                        |
| 176 | 10月29日 | 竹内結子   | ・ ・玉緒が行く No.178 ~ 鵜飼 ・サラリーマン早調べクイズ ・ ・〈からくりチャンス〉ご長寿早押しクイズ |                                                                        |
| 177 | 11月5日  |            | ・ ・玉緒が行く No.179 ~ レーシング ・KARAKURI FUNNIEST ENGLISH「赤っ恥」 ・サラリーマン早調べクイズ ・からくりビデオレター ・〈からくりチャンス〉ご長寿早押しクイズ |                                                                        |
| 178 | 11月12日 | 鈴木蘭々   | ・ ・玉緒が行く No.180 ~ 物理学 ・KARAKURI FUNNIEST JAPANESE「」 ・サラリーマン早調べクイズ ・からくりビデオレター:広島県 ・〈からくりチャンス〉ご長寿早押しクイズ |                                                                        |
| 179 | 11月19日 | 広重玲子   | ・ ・玉緒が行く No.181 ~ 通販 ・からくりお悩みパビリオン ・サラリーマン早調べクイズ ・ ・〈からくりチャンス〉ご長寿早押しクイズ |                                                                        |
| 180 | 11月26日 | 釈由美子   | ・ ・玉緒が行く No.182 ~ 雅楽 ・サラリーマン早調べクイズ ・ ・〈からくりチャンス〉ご長寿早押しクイズ |                                                                        |
| 181 | 12月3日  | 山川恵里佳 | ・ ・からくりお悩みパビリオン ・KARAKURI FUNNIEST JAPANESE「」 ・サラリーマン早調べクイズ ・ ・〈からくりチャンス〉ご長寿早押しクイズ |                                                                        |
| 182 | 12月10日 | 鈴木蘭々   | ・ ・玉緒が行く No.183 ~ 収納術 ・サラリーマン早調べクイズ ・からくりお悩みパビリオン ・ ・〈からくりチャンス〉ご長寿早押しクイズ |                                                                        |
| 183 | 12月17日 | 山川恵里佳 | ・ ・玉緒が行く No.184 ~ 浪曲 ・KARAKURI FUNNIEST JAPANESE「」 ・サラリーマン早調べクイズ ・ ・〈からくりチャンス〉ご長寿早押しクイズ |                                                                        |

#### 2001年
| 回  | 放送日   | ゲスト     | コーナー | 備考 |
| --- | -------- | ---------- | --- | ---- |
| SP  | 1月7日   | 釈由美子   | 超特大号！ ・ ・KARAKURI FUNNIEST JAPANESE in New York ・KARAKURI FUNNIEST JAPANESE SPECIAL SELECTION 2000.10～2000.12 ・玉緒が行く No.185 ~ 玉緒、テニスに挑戦するの巻～ ・美代子･知美･一茂の知識の泉 ・からくりビデオレター 傑作選 ・ ・〈からくりチャンス〉第12回 ご長寿早押しクイズ名人戦 ① ② ③ |      |
| 184 | 1月14日  | 伊藤裕子   | ・ ・玉緒が行く No.186 ~ 催眠術 ・サラリーマン早調べクイズ ・からくりビデオレター ・〈からくりチャンス〉ご長寿早押しクイズ |      |
| 185 | 1月21日  | 鈴木蘭々   | ・ ・KARAKURI FUNNIEST ENGLISH「やばいなぁ」 ・からくりお悩みパビリオン ・サラリーマン早調べクイズ ・からくりビデオレター ・〈からくりチャンス〉ご長寿早押しクイズ |      |
| 186 | 1月28日  | 竹内結子   | ・ ・からくりお悩みパビリオン ・美代子･知美･一茂の知識の泉 ・ ・〈からくりチャンス〉ご長寿早押しクイズ |      |
| 187 | 2月4日   | 山川恵里佳 | ・ ・サラリーマン早調べクイズ ・KARAKURI FUNNIEST JAPANESE「こまった」 ・ ・〈からくりチャンス〉ご長寿早押しクイズ |      |
| 188 | 2月11日  | 釈由美子   | ・ ・KARAKURI FUNNIEST ENGLISH「これだけは譲れない」 ・サラリーマン早調べクイズ ・ ・〈からくりチャンス〉ご長寿早押しクイズ |      |
| 189 | 2月18日  | 竹内結子   | ・ ・KARAKURI FUNNIEST JAPANESE「あせっちゃったこと」 ・サラリーマン早調べクイズ ・からくりビデオレター ・〈からくりチャンス〉ご長寿早押しクイズ |      |
| 190 | 2月25日  | 鈴木蘭々   | ・ ・KARAKURI FUNNIEST ENGLISH「助けて！」 ・サラリーマン早調べクイズ ・からくりビデオレター ・ ・〈からくりチャンス〉ご長寿早押しクイズ |      |
| 191 | 3月4日   | 山川恵里佳 | ・ ・美代子･知美･一茂の知識の泉 ・サラリーマン早調べクイズ ・KARAKURI FUNNIEST JAPANESE「許せないこと」 ・ ・〈からくりチャンス〉ご長寿早押しクイズ |      |
| 192 | 3月11日  | 伊藤裕子   | ・ ・〈からくりチャンス〉ご長寿早押しクイズ |      |
| 193 | 3月18日  | 竹内結子   | ・ ・美代子･知美･一茂の知識の泉 ・サラリーマン早調べクイズ ・KARAKURI FUNNIEST JAPANESE「」 ・ ・〈からくりチャンス〉 |      |
| SP  | 4月1日   |            | 祝10年!超特大sp「10年目突入豪華版」 ・海外ビデオ傑作選 ・どっちでもいい小料理ショー!! ・KARAKURI FUNNIEST JAPANESE in Australia ・サラリーマン早調べクイズ ・知識の泉スペシャル ・からくりミステリーゾーン ・史郎･セイン･進一郎の知識のコイズミ ・〈からくりチャンス〉第12回 ご長寿早押しクイズ名人戦 |      |
| 194 | 4月15日  | 山川恵里佳 | ・ ・KARAKURI FUNNIEST JAPANESE「」 ・からくりお悩みパビリオン ・サラリーマン早調べクイズ ・ ・〈からくりチャンス〉ご長寿早押しクイズ |      |
| 195 | 4月29日  | 鈴木蘭々   | ・ ・KARAKURI FUNNIEST JAPANESE「」 ・からくりお悩みパビリオン ・サラリーマン早調べクイズ ・ ・〈からくりチャンス〉ご長寿早押しクイズ |      |
| 196 | 5月6日   |            | ・ ・KARAKURI FUNNIEST JAPANESE「」 ・からくりお悩みパビリオン ・サラリーマン早調べクイズ ・ ・〈からくりチャンス〉ご長寿早押しクイズ |      |
| 197 | 5月20日  |            | ・ ・<br ・サラリーマン早調べクイズ ・ ・〈からくりチャンス〉ご長寿早押しクイズ |      |
| 198 | 5月27日  |            | ・ ・KARAKURI FUNNIEST JAPANESE「」 ・からくりお悩みパビリオン ・サラリーマン早調べクイズ ・ ・〈からくりチャンス〉ご長寿早押しクイズ |      |
| 199 | 6月3日   | 山川恵里佳 | ・ ・美代子･知美･一茂の知識の泉 ・サラリーマン早調べクイズ ・ ・〈からくりチャンス〉ご長寿早押しクイズ |      |
| 200 | 6月10日  | 鈴木蘭々   | ・ ・KARAKURI FUNNIEST JAPANESE「」 ・からくりお悩みパビリオン ・サラリーマン早調べクイズ ・ ・〈からくりチャンス〉ご長寿早押しクイズ |      |
| 201 | 6月24日  | 山川恵里佳 | ・ ・KARAKURI FUNNIEST JAPANESE「」 ・からくりお悩みパビリオン ・サラリーマン早調べクイズ ・ ・〈からくりチャンス〉ご長寿早押しクイズ |      |
| 202 | 7月8日   | 山口もえ   | ・ ・KARAKURI FUNNIEST JAPANESE「」 ・からくりお悩みパビリオン ・サラリーマン早調べクイズ ・ ・〈からくりチャンス〉ご長寿早押しクイズ |      |
| 203 | 7月15日  |            | ・ ・KARAKURI FUNNIEST JAPANESE「」 ・からくりお悩みパビリオン ・サラリーマン早調べクイズ ・ ・〈からくりチャンス〉ご長寿早押しクイズ |      |
| 204 | 7月29日  | 鈴木蘭々   | ・からくりウォッチング ・KARAKURI FUNNIEST ENGLISH「」 ・からくりお悩みパビリオン ・サラリーマン早調べクイズ ・からくりビデオレター ・〈からくりチャンス〉ご長寿早押しクイズ |      |
| 205 | 8月5日   | 釈由美子   | ・からくりディスカバリー ・KARAKURI FUNNIEST JAPANESE inオーストラリア ・からくりお悩みパビリオン ・サラリーマン早調べクイズ ・からくりビデオレター ・〈からくりチャンス〉ご長寿早押しクイズ |      |
| 206 | 8月12日  | 山川恵里佳 | ・からくり動物王国 ・KARAKURI FUNNIEST JAPANESE inオーストラリア ・玉緒と行く 松岡修造のテニス塾 ・サラリーマン早調べクイズ ・ ・〈からくりチャンス〉ご長寿早押しクイズ |      |
| 207 | 8月26日  |            | ・からくりウォッチング ・KARAKURI FUNNIEST JAPANESE inオーストラリア ・からくりお悩みパビリオン ・サラリーマン早調べクイズ ・からくりビデオレター ・〈からくりチャンス〉ご長寿早押しクイズ |      |
| 208 | 9月2日   | 釈由美子   | ・からくり動物王国 ・KARAKURI FUNNIEST ENGLISH ・からくりお悩みパビリオン ・美代子・知美・一茂の知識の泉 ・サラリーマン早調べクイズ ・〈からくりチャンス〉ご長寿早押しクイズ |      |
| 209 | 9月9日   | 山川恵里佳 | ・からくりわが家のニュース ・からくりお悩みパビリオン ・美代子・知美・一茂の知識の泉 ・サラリーマン早調べクイズ ・からくりビデオレター ・〈からくりチャンス〉ご長寿早押しクイズ |      |
| 210 | 9月23日  | 鈴木蘭々   | ・からくりKIDS ・KARAKURI FUNNIEST JAPANESE inオーストラリア ・からくりお悩みパビリオン ・サラリーマン早調べクイズ ・からくりビデオレター ・〈からくりチャンス〉ご長寿早押しクイズ |      |
| SP  | 10月7日  | 山川恵里佳 | 秋の特大号!! ・からくりホームビデオ特選傑作集 ・KARAKURI FUNNIEST JAPANESE inシアトル ・美代子・知美・一茂の知識の泉 ・サラリーマン早調べクイズ ・恋のから回り ・玉緒と行く 吉田兄弟 ・〈からくりチャンス〉第13回 ご長寿早押しクイズ名人戦 |      |
| 211 | 10月14日 |            | ・からくりこどもクラブ ・KARAKURI FUNNIEST ENGLISH「」 ・からくりお悩みパビリオン ・サラリーマン早調べクイズ ・からくりビデオレター ・〈からくりチャンス〉ご長寿早押しクイズ |      |
| 212 | 10月21日 |            | ・からくりKIDS ・KARAKURI FUNNIEST JAPANESE「」 ・からくりお悩みパビリオン ・サラリーマン早調べクイズ ・からくりビデオレター ・〈からくりチャンス〉ご長寿早押しクイズ |      |
| 213 | 10月28日 |            | ・からくり動物王国 ・KARAKURI FUNNIEST JAPANESE inシアトル ・からくりお悩みパビリオン ・サラリーマン早調べクイズ ・からくりビデオレター ・〈からくりチャンス〉ご長寿早押しクイズ |      |
| 214 | 11月4日  | 山口もえ   | ・からくり動物王国 ・KARAKURI FUNNIEST JAPANESE inシアトル ・からくりお悩みパビリオン ・サラリーマン早調べクイズ ・からくりビデオレター ・〈からくりチャンス〉ご長寿早押しクイズ |      |
| 215 | 11月11日 | 鈴木蘭々   | ・からくり動物王国 ・KARAKURI FUNNIEST JAPANESE inシアトル ・からくりお悩みパビリオン ・サラリーマン早調べクイズ 美代子・知美・一茂の知識の泉 ・〈からくりチャンス〉ご長寿早押しクイズ |      |
| 216 | 11月18日 | 山川恵里佳 | ・からくりわが家のニュース ・ダイニングクイズ ・からくりお悩みパビリオン ・サラリーマン早調べクイズ ・からくりビデオレター ・〈からくりチャンス〉 |      |
| 27  | 11月25日 | 釈由美子   | ・からくりウォッチング KARAKURI FUNNIEST ENGLISH「」 ・からくりお悩みパビリオン ・サラリーマン早調べクイズ ・からくりビデオレター ・〈からくりチャンス〉ご長寿早押しクイズ |      |
| 218 | 12月2日  | 山川恵里佳 | ・からくりネイチャリングスペシャル～自然との出会い ・KARAKURI FUNNIEST ENGLISH ・からくりお悩みパビリオン ・サラリーマン早調べクイズ ・からくりビデオレター ・〈からくりチャンス〉ご長寿早押しクイズ |      |
| 219 | 12月9日  | 後藤理沙   | ・からくりKIDS ・KARAKURI FUNNIEST ENGLISH「」 ・からくりお悩みパビリオン ・サラリーマン早調べクイズ ・からくりビデオレター ・〈からくりチャンス〉ご長寿早押しクイズ |      |
| 220 | 12月16日 | 鈴木蘭々   | ・からくりアニマルワールド ・からくりお悩みパビリオン ・セインのファニエスト外語学院・日本語学科 ・サラリーマン早調べクイズ ・からくりビデオレター ・〈からくりチャンス〉ご長寿早押しクイズ |      |
| SP  | 12月23日 | 山川恵里佳 | ・からくりチャレンジ 「お風呂に入ろう」 ・美代子・知美・一茂の知識の泉 ・セインのファニエスト外語学院・日本語学科：ボビーのお見合い大作戦 ・ご長寿早押しクイズ 名解答10連発 ・サラリーマン早調べクイズ ・【さんまのスーパーからくりTV SPECIAL BIG PRESENT WINTER 2001 PART II】 KARAKURI FUNNIEST JAPANESE SPECIAL SELECTION 2000.10～2001.10 ・玉緒と行く 少林寺拳法 ・からくりお悩みパビリオンスペシャル ・〈からくりチャンス〉第15回 ご長寿早押しクイズ名人戦 ①冨士谷ミヨシ（90歳） ②仲野栄次 (92歳) ③茅根 寛（86歳） |      |

#### 2002年
| 回       | 放送日   | ゲスト                    | コーナー                                    | 備考 |
| -------- | -------- | ------------------------- | ------------------------------------------- | ---- |
| 221      | 1月13日  | 曲山えり                  | ・ ・〈からくりチャンス〉                   |      |
| 222      | 1月20日  | 山口もえ                  | ・ ・〈からくりチャンス〉                   |      |
| 223      | 1月27日  |                           | ・ ・〈からくりチャンス〉                   |      |
| 224      | 2月3日   |                           | ・ ・〈からくりチャンス〉                   |      |
| 225      | 2月10日  |                           | ・ ・〈からくりチャンス〉                   |      |
| 226      | 2月17日  |                           | ・ ・〈からくりチャンス〉                   |      |
| 227      | 3月3日   |                           | ・ ・〈からくりチャンス〉                   |      |
| 228      | 3月10日  |                           | ・ ・〈からくりチャンス〉                   |      |
| 229      | 3月17日  |                           | ・ ・〈からくりチャンス〉                   |      |
| SP       | 3月31日  |                           | 春の超豪華10周年記念スペシャル ・           |      |
| 230      | 4月14日  |                           | ・ ・〈からくりチャンス〉ご長寿早押しクイズ |      |
| 231      | 4月21日  |                           | ・ ・〈からくりチャンス〉ご長寿早押しクイズ |      |
| 232      | 4月28日  |                           | ・ ・〈からくりチャンス〉                   |      |
| 233      | 5月12日  | ・ ・〈からくりチャンス〉 |                                             |      |
| 234      | 5月19日  |                           | ・ ・〈からくりチャンス〉                   |      |
| 235      | 5月26日  |                           | ・ ・〈からくりチャンス〉                   |      |
| 236      | 6月2日   |                           | ・ ・〈からくりチャンス〉                   |      |
| 237      | 6月9日   |                           | ・ ・〈からくりチャンス〉                   |      |
| 238      | 6月16日  |                           | ・ ・〈からくりチャンス〉                   |      |
| 239      | 6月23日  |                           | ・ ・〈からくりチャンス〉                   |      |
| 240      | 6月30日  |                           | ・ ・〈からくりチャンス〉                   |      |
| 241      | 7月7日   |                           | ・ ・〈からくりチャンス〉                   |      |
| 242      | 7月14日  |                           | ・ ・〈からくりチャンス〉                   |      |
| 243      | 7月28日  |                           | ・ ・〈からくりチャンス〉                   |      |
| 244      | 8月4日   |                           | ・ ・〈からくりチャンス〉                   |      |
| 245      | 8月11日  |                           | ・ ・〈からくりチャンス〉                   |      |
| 246      | 8月25日  |                           | ・ ・〈からくりチャンス〉                   |      |
| 247      | 9月8日   |                           | ・ ・〈からくりチャンス〉                   |      |
| 248      | 9月15日  |                           | ・ ・〈からくりチャンス〉                   |      |
| SP       | 9月29日  | さとう珠緒                | 秋の特大号!! ・ ・〈からくりチャンス〉      |      |
| 249      | 10月6日  |                           | ・ ・〈からくりチャンス〉                   |      |
| 250      | 10月20日 |                           | ・ ・〈からくりチャンス〉                   |      |
| 251      | 10月27日 |                           | ・ ・〈からくりチャンス〉                   |      |
| 252      | 11月3日  |                           | ・ ・〈からくりチャンス〉                   |      |
| 253      | 11月10日 |                           | ・ ・〈からくりチャンス〉                   |      |
| 254      | 11月17日 |                           | ・ ・〈からくりチャンス〉                   |      |
| 255      | 11月24日 |                           | ・ ・〈からくりチャンス〉                   |      |
| 256      | 12月1日  |                           | ・ ・〈からくりチャンス〉                   |      |
| 257      | 12月8日  | ガレッジセール            | ・ ・〈からくりチャンス〉                   |      |
| 258      | 12月15日 |                           | ・ ・〈からくりチャンス〉                   |      |
| 12月29日 |          | ・ ・〈からくりチャンス〉 |                                             |      |

#### 2003年
| 回         | 放送日   | ゲスト                    | コーナー                                    | 備考 |
| ---------- | -------- | ------------------------- | ------------------------------------------- | ---- |
| 273        | 1月12日  |                           | ・ ・〈からくりチャンス〉                   |      |
| 274        | 1月19日  |                           | ・ ・〈からくりチャンス〉                   |      |
| 275        | 1月26日  |                           | ・ ・〈からくりチャンス〉                   |      |
| 276        | 2月2日   |                           | ・ ・〈からくりチャンス〉                   |      |
| 277        | 2月9日   |                           | ・ ・〈からくりチャンス〉                   |      |
| 278        | 2月16日  |                           | ・ ・〈からくりチャンス〉                   |      |
| 278        | 2月23日  |                           | ・ ・〈からくりチャンス〉                   |      |
| 280        | 3月2日   |                           | ・ ・〈からくりチャンス〉                   |      |
| 281        | 3月9日   |                           | ・ ・〈からくりチャンス〉                   |      |
| 282        | 3月16日  |                           | ・ ・〈からくりチャンス〉                   |      |
| 283 （SP） | 3月30日  |                           | ・                                          |      |
| 284        | 4月6日   |                           | ・ ・〈からくりチャンス〉ご長寿早押しクイズ |      |
| 284        | 4月13日  |                           | ・ ・〈からくりチャンス〉ご長寿早押しクイズ |      |
| 286        | 5月4日   |                           | ・ ・〈からくりチャンス〉                   |      |
| 287        | 5月11日  | ・ ・〈からくりチャンス〉 |                                             |      |
| 288        | 5月18日  |                           | ・ ・〈からくりチャンス〉                   |      |
| 289        | 5月25日  |                           | ・ ・〈からくりチャンス〉                   |      |
| 290        | 6月1日   |                           | ・ ・〈からくりチャンス〉                   |      |
| 291        | 6月15日  |                           | ・ ・〈からくりチャンス〉                   |      |
| 291        | 6月22日  |                           | ・ ・〈からくりチャンス〉                   |      |
| 294        | 7月6日   |                           | ・ ・〈からくりチャンス〉                   |      |
| 291        | 7月13日  |                           | ・ ・〈からくりチャンス〉                   |      |
| 295        | 7月27日  |                           | ・ ・〈からくりチャンス〉                   |      |
| 296        | 8月10日  |                           | ・ ・〈からくりチャンス〉                   |      |
| 297        | 8月17日  |                           | ・ ・〈からくりチャンス〉                   |      |
| 298        | 8月24日  |                           | ・ ・〈からくりチャンス〉                   |      |
| 298        | 8月31日  |                           | ・ ・〈からくりチャンス〉                   |      |
| 299        | 9月7日   |                           | ・ ・〈からくりチャンス〉                   |      |
| 301        | 9月14日  |                           | ・ ・〈からくりチャンス〉                   |      |
| （SP）     | 9月21日  |                           | 秋の特大号!! ・ ・〈からくりチャンス〉      |      |
| 305        | 10月12日 |                           | ・ ・〈からくりチャンス〉                   |      |
| 306        | 10月19日 |                           | ・ ・〈からくりチャンス〉                   |      |
| 307        | 10月26日 |                           | ・ ・〈からくりチャンス〉                   |      |
| 308        | 11月2日  |                           | ・ ・〈からくりチャンス〉                   |      |
| 309        | 11月9日  |                           | ・ ・〈からくりチャンス〉                   |      |
| 310        | 11月16日 |                           | ・ ・〈からくりチャンス〉                   |      |
| 310        | 11月23日 |                           | ・ ・〈からくりチャンス〉                   |      |
| 310        | 11月30日 |                           | ・ ・〈からくりチャンス〉                   |      |
| 311        | 12月7日  |                           | ・ ・〈からくりチャンス〉                   |      |
| 312        | 12月14日 |                           | ・ ・〈からくりチャンス〉                   |      |
| 312 （SP） | 12月28日 |                           | ・ ・〈からくりチャンス〉                   |      |

#### 2004年
| 回         | 放送日   | ゲスト | コーナー                  | 備考                      |  |
| ---------- | -------- | ------ | ------------------------- | ------------------------- |  |
| 272        | 1月11日  |        | ・ ・〈からくりチャンス〉 |                           |  |
| 273        | 1月18日  |        | ・ ・〈からくりチャンス〉 |                           |  |
| 274        | 1月25日  |        | ・ ・〈からくりチャンス〉 |                           |  |
| 275        | 2月1日   |        | ・ ・〈からくりチャンス〉 |                           |  |
| 276        | 2月8日   |        | ・ ・〈からくりチャンス〉 |                           |  |
| 277        | 2月15日  |        | ・ ・〈からくりチャンス〉 |                           |  |
| 278        | 2月22日  |        | ・ ・〈からくりチャンス〉 |                           |  |
| 279        | 2月29日  |        | ・ ・〈からくりチャンス〉 |                           |  |
| 280        | 3月7日   |        | ・ ・〈からくりチャンス〉 |                           |  |
| 281        | 3月14日  |        | ・ ・〈からくりチャンス〉 |                           |  |
| 282        | 3月21日  |        | ・ ・〈からくりチャンス〉 |                           |  |
| 283 （SP） | 4月11日  |        | 超特大号! ・              |                           |  |
| 285        | 4月18日  |        | ・ ・〈からくりチャンス〉 |                           |  |
| 286        | 4月25日  |        | ・ ・〈からくりチャンス〉 |                           |  |
| 287        | 5月2日   |        | ・ ・〈からくりチャンス〉 |                           |  |
| 288        | 5月16日  |        | ・ ・〈からくりチャンス〉 |                           |  |
| 290        | 5月30日  |        | ・ ・〈からくりチャンス〉 |                           |  |
| 290        | 6月6日   |        | ・ ・〈からくりチャンス〉 |                           |  |
| 291        | 6月13日  |        | ・ ・〈からくりチャンス〉 |                           |  |
| 292        | 6月20日  |        | ・ ・〈からくりチャンス〉 |                           |  |
| 293        | 6月27日  |        | ・ ・〈からくりチャンス〉 |                           |  |
| 294        | 7月4日   |        | ・ ・〈からくりチャンス〉 |                           |  |
| 295        | 7月18日  |        | ・ ・〈からくりチャンス〉 |                           |  |
| 296        | 8月1日   |        | ・ ・〈からくりチャンス〉 |                           |  |
| 297        | 8月8日   |        | ・ ・〈からくりチャンス〉 |                           |  |
| 298        | 8月15日  |        | ・ ・〈からくりチャンス〉 |                           |  |
| 299        | 8月22日  |        | ・ ・〈からくりチャンス〉 |                           |  |
| 299        | 8月29日  |        | ・ ・〈からくりチャンス〉 |                           |  |
| 300        | 9月5日   |        | ・ ・〈からくりチャンス〉 |                           |  |
| 301        | 9月12日  |        |                           | ・ ・〈からくりチャンス〉 |  |
| 304        | 10月10日 |        | ・ ・〈からくりチャンス〉 |                           |  |
| 305        | 10月17日 |        | ・ ・〈からくりチャンス〉 |                           |  |
| 306        | 10月24日 |        | ・ ・〈からくりチャンス〉 |                           |  |
| 307        | 10月31日 |        | ・ ・〈からくりチャンス〉 |                           |  |
| 308        | 11月7日  |        | ・ ・〈からくりチャンス〉 |                           |  |
| 309        | 11月14日 |        | ・ ・〈からくりチャンス〉 |                           |  |
| 310        | 11月28日 |        | ・ ・〈からくりチャンス〉 |                           |  |
| 311        | 12月12日 |        | ・ ・〈からくりチャンス〉 |                           |  |
| 312        | 12月19日 |        | ・ ・〈からくりチャンス〉 |                           |  |
| 313        | 12月26日 |        | ・ ・〈からくりチャンス〉 |                           |  |

#### 2005年
| 回         | 放送日   | ゲスト                    | コーナー                               | 備考 |
| ---------- | -------- | ------------------------- | -------------------------------------- | ---- |
| 273        | 1月16日  |                           | ・ ・〈からくりチャンス〉              |      |
| 274        | 1月23日  |                           | ・ ・〈からくりチャンス〉              |      |
| 275        | 1月30日  |                           | ・ ・〈からくりチャンス〉              |      |
| 276        | 2月6日   |                           | ・ ・〈からくりチャンス〉              |      |
| 277        | 2月13日  |                           | ・ ・〈からくりチャンス〉              |      |
| 278        | 2月20日  |                           | ・ ・〈からくりチャンス〉              |      |
| 279        | 2月27日  |                           | ・ ・〈からくりチャンス〉              |      |
| 280        | 3月6日   |                           | ・ ・〈からくりチャンス〉              |      |
| 281        | 3月13日  |                           | ・ ・〈からくりチャンス〉              |      |
| 282        | 3月20日  |                           | ・ ・〈からくりチャンス〉              |      |
| 283 （SP） | 4月3日   |                           | 超特大号! ・                           |      |
| 284        | 4月17日  |                           | ・ ・〈からくりチャンス〉              |      |
| 286        | 5月1日   |                           | ・ ・〈からくりチャンス〉              |      |
| 287        | 5月8日   | ・ ・〈からくりチャンス〉 |                                        |      |
| 288        | 5月15日  |                           | ・ ・〈からくりチャンス〉              |      |
| 289        | 5月22日  |                           | ・ ・〈からくりチャンス〉              |      |
| 290        | 5月29日  |                           | ・ ・〈からくりチャンス〉              |      |
| 290        | 6月5日   |                           | ・ ・〈からくりチャンス〉              |      |
| 291        | 6月12日  |                           | ・ ・〈からくりチャンス〉              |      |
| 290        | 6月19日  |                           | ・ ・〈からくりチャンス〉              |      |
| 290        | 6月26日  |                           | ・ ・〈からくりチャンス〉              |      |
| 294        | 7月3日   |                           | ・ ・〈からくりチャンス〉              |      |
| 295        | 7月10日  |                           | ・ ・〈からくりチャンス〉              |      |
| 296        | 7月17日  |                           | ・ ・〈からくりチャンス〉              |      |
| 297        | 7月24日  |                           | ・ ・〈からくりチャンス〉              |      |
| 298        | 7月31日  |                           | ・ ・〈からくりチャンス〉              |      |
| 298        | 8月7日   |                           | ・ ・〈からくりチャンス〉              |      |
| 299        | 8月21日  |                           | ・ ・〈からくりチャンス〉              |      |
| 290        | 8月28日  |                           | ・ ・〈からくりチャンス〉              |      |
| 290        | 9月4日   |                           | ・ ・〈からくりチャンス〉              |      |
| 300        | 9月11日  |                           | ・ ・〈からくりチャンス〉              |      |
| 301        | 9月18日  |                           | ・ ・〈からくりチャンス〉              |      |
| 290        | 9月25日  |                           | ・ ・〈からくりチャンス〉              |      |
| （SP）     | 10月16日 |                           | 秋の特大号!! ・ ・〈からくりチャンス〉 |      |
| 307        | 10月30日 |                           | ・ ・〈からくりチャンス〉              |      |
| 290        | 11月6日  |                           | ・ ・〈からくりチャンス〉              |      |
| 290        | 11月13日 |                           | ・ ・〈からくりチャンス〉              |      |
| 290        | 11月20日 |                           | ・ ・〈からくりチャンス〉              |      |
| 290        | 11月27日 |                           | ・ ・〈からくりチャンス〉              |      |
| 290        | 12月4日  |                           | ・ ・〈からくりチャンス〉              |      |
| 311        | 12月11日 |                           | ・ ・〈からくりチャンス〉              |      |
| 312        | 12月18日 |                           | ・ ・〈からくりチャンス〉              |      |

#### 2006年
| 回         | 放送日   | ゲスト                    | コーナー                                    | 備考 |
| ---------- | -------- | ------------------------- | ------------------------------------------- | ---- |
| 273        | 1月15日  |                           | ・ ・〈からくりチャンス〉                   |      |
| 274        | 1月22日  |                           | ・ ・〈からくりチャンス〉                   |      |
| 275        | 1月29日  |                           | ・ ・〈からくりチャンス〉                   |      |
| 276        | 2月5日   |                           | ・ ・〈からくりチャンス〉                   |      |
| 277        | 2月12日  |                           | ・ ・〈からくりチャンス〉                   |      |
| 278        | 2月19日  |                           | ・ ・〈からくりチャンス〉                   |      |
| 279        | 2月26日  |                           | ・ ・〈からくりチャンス〉                   |      |
| 280        | 3月5日   |                           | ・ ・〈からくりチャンス〉                   |      |
| 281        | 3月12日  |                           | ・ ・〈からくりチャンス〉                   |      |
| 282        | 3月19日  |                           | ・ ・〈からくりチャンス〉                   |      |
| 283 （SP） | 4月2日   |                           | 超特大号! ・                                |      |
| 284        | 4月16日  |                           | ・ ・〈からくりチャンス〉ご長寿早押しクイズ |      |
| 285        | 4月23日  |                           | ・ ・〈からくりチャンス〉                   |      |
| 286        | 4月30日  |                           | ・ ・〈からくりチャンス〉                   |      |
| 287        | 5月7日   | ・ ・〈からくりチャンス〉 |                                             |      |
| 288        | 5月14日  |                           | ・ ・〈からくりチャンス〉                   |      |
| 289        | 5月21日  |                           | ・ ・〈からくりチャンス〉                   |      |
| 290        | 5月28日  |                           | ・ ・〈からくりチャンス〉                   |      |
| 290        | 6月4日   |                           | ・ ・〈からくりチャンス〉                   |      |
| 291        | 6月11日  |                           | ・ ・〈からくりチャンス〉                   |      |
| 290        | 6月18日  |                           | ・ ・〈からくりチャンス〉                   |      |
| 290        | 6月25日  |                           | ・ ・〈からくりチャンス〉                   |      |
| 294        | 7月2日   |                           | ・ ・〈からくりチャンス〉                   |      |
| 295        | 7月9日   |                           | ・ ・〈からくりチャンス〉                   |      |
| 296        | 7月16日  |                           | ・ ・〈からくりチャンス〉                   |      |
| 297        | 7月30日  |                           | ・ ・〈からくりチャンス〉                   |      |
| 298        | 8月6日   |                           | ・ ・〈からくりチャンス〉                   |      |
| 298        | 8月13日  |                           | ・ ・〈からくりチャンス〉                   |      |
| 299        | 8月27日  |                           | ・ ・〈からくりチャンス〉                   |      |
| 290        | 9月3日   |                           | ・ ・〈からくりチャンス〉                   |      |
| 300        | 9月10日  |                           | ・ ・〈からくりチャンス〉                   |      |
| 301        | 9月17日  |                           | ・ ・〈からくりチャンス〉                   |      |
| （SP）     | 10月1日  |                           | 秋の特大号!! ・ ・〈からくりチャンス〉      |      |
| 305        | 10月15日 |                           | ・ ・〈からくりチャンス〉                   |      |
| 306        | 10月22日 |                           | ・ ・〈からくりチャンス〉                   |      |
| 307        | 10月29日 |                           | ・ ・〈からくりチャンス〉                   |      |
| 311        | 12月10日 |                           | ・ ・〈からくりチャンス〉                   |      |
| 312        | 12月17日 |                           | ・ ・〈からくりチャンス〉                   |      |

#### 2007年
| 回         | 放送日   | ゲスト                    | コーナー                                    | 備考 |
| ---------- | -------- | ------------------------- | ------------------------------------------- | ---- |
| 273        | 1月14日  |                           | ・ ・〈からくりチャンス〉                   |      |
| 274        | 1月21日  |                           | ・ ・〈からくりチャンス〉                   |      |
| 275        | 1月28日  |                           | ・ ・〈からくりチャンス〉                   |      |
| 276        | 2月4日   |                           | ・ ・〈からくりチャンス〉                   |      |
| 277        | 2月11日  |                           | ・ ・〈からくりチャンス〉                   |      |
| 278        | 2月18日  |                           | ・ ・〈からくりチャンス〉                   |      |
| 279        | 2月25日  |                           | ・ ・〈からくりチャンス〉                   |      |
| 280        | 3月4日   |                           | ・ ・〈からくりチャンス〉                   |      |
| 281        | 3月11日  |                           | ・ ・〈からくりチャンス〉                   |      |
| 282        | 3月18日  |                           | ・ ・〈からくりチャンス〉                   |      |
| 283 （SP） | 3月25日  |                           | 超特大sp ・                                 |      |
| 284        | 4月15日  |                           | ・ ・〈からくりチャンス〉ご長寿早押しクイズ |      |
| 286        | 4月22日  |                           | ・ ・〈からくりチャンス〉                   |      |
| 298        | 4月29日  |                           | ・ ・〈からくりチャンス〉                   |      |
| 298        | 5月6日   |                           | ・ ・〈からくりチャンス〉                   |      |
| 299        | 5月13日  |                           | ・ ・〈からくりチャンス〉                   |      |
| 288        | 5月20日  |                           | ・ ・〈からくりチャンス〉                   |      |
| 289        | 5月27日  |                           | ・ ・〈からくりチャンス〉                   |      |
| 290        | 6月3日   |                           | ・ ・〈からくりチャンス〉                   |      |
| 291        | 6月10日  |                           | ・ ・〈からくりチャンス〉                   |      |
| 287        | 6月17日  |                           | ・ ・〈からくりチャンス〉                   |      |
| 294        | 6月24日  |                           | ・ ・〈からくりチャンス〉                   |      |
| 287        | 7月1日   |                           | ・ ・〈からくりチャンス〉                   |      |
| 295        | 7月8日   |                           | ・ ・〈からくりチャンス〉                   |      |
| 296        | 7月15日  |                           | ・ ・〈からくりチャンス〉                   |      |
| 287        | 7月22日  | ・ ・〈からくりチャンス〉 |                                             |      |
| 297        | 7月29日  |                           | ・ ・〈からくりチャンス〉                   |      |
| 300        | 9月2日   |                           | ・ ・〈からくりチャンス〉                   |      |
| 301        | 9月9日   |                           | ・ ・〈からくりチャンス〉                   |      |
| 287        | 9月16日  | ・ ・〈からくりチャンス〉 |                                             |      |
| （SP）     | 9月30日  |                           | 秋の特大号!! ・ ・〈からくりチャンス〉      |      |
| 307        | 10月28日 |                           | ・ ・〈からくりチャンス〉                   |      |
| 308        | 11月4日  |                           | ・ ・〈からくりチャンス〉                   |      |
| 309        | 11月11日 |                           | ・ ・〈からくりチャンス〉                   |      |
| 310        | 11月18日 |                           | ・ ・〈からくりチャンス〉                   |      |
| 310        | 11月25日 |                           | ・ ・〈からくりチャンス〉                   |      |
| 310        | 12月2日  |                           | ・ ・〈からくりチャンス〉                   |      |
| 311        | 12月9日  |                           | ・ ・〈からくりチャンス〉                   |      |
| 312 （SP） | 12月23日 |                           | ・ ・〈からくりチャンス〉                   |      |

#### 2008年
| 回     | 放送日   | ゲスト                    | コーナー                               | 備考 |
| ------ | -------- | ------------------------- | -------------------------------------- | ---- |
| 273    | 1月13日  |                           | ・ ・〈からくりチャンス〉              |      |
| 274    | 1月20日  |                           | ・ ・〈からくりチャンス〉              |      |
| 275    | 1月27日  |                           | ・ ・〈からくりチャンス〉              |      |
| 276    | 2月3日   |                           | ・ ・〈からくりチャンス〉              |      |
| 277    | 2月10日  |                           | ・ ・〈からくりチャンス〉              |      |
| 278    | 2月24日  |                           | ・ ・〈からくりチャンス〉              |      |
| 280    | 3月2日   |                           | ・ ・〈からくりチャンス〉              |      |
| 281    | 3月9日   |                           | ・ ・〈からくりチャンス〉              |      |
| 282    | 3月16日  |                           | ・ ・〈からくりチャンス〉              |      |
| 283    | 3月23日  |                           | ・                                     |      |
| 284    | 4月13日  |                           | ・ ・〈からくりチャンス〉              |      |
| 284    | 4月20日  |                           | ・ ・〈からくりチャンス〉              |      |
| 284    | 4月27日  |                           | ・ ・〈からくりチャンス〉              |      |
| 286    | 5月4日   |                           | ・ ・〈からくりチャンス〉              |      |
| 287    | 5月11日  | ・ ・〈からくりチャンス〉 |                                        |      |
| 288    | 5月25日  |                           | ・ ・〈からくりチャンス〉              |      |
| 289    | 6月8日   |                           | ・ ・〈からくりチャンス〉              |      |
| 291    | 6月15日  |                           | ・ ・〈からくりチャンス〉              |      |
| 291    | 6月29日  |                           | ・ ・〈からくりチャンス〉              |      |
| 294    | 7月6日   |                           | ・ ・〈からくりチャンス〉              |      |
| 291    | 7月20日  |                           | ・ ・〈からくりチャンス〉              |      |
| 295    | 7月27日  |                           | ・ ・〈からくりチャンス〉              |      |
| 284    | 8月3日   |                           | ・ ・〈からくりチャンス〉              |      |
| 296    | 8月10日  |                           | ・ ・〈からくりチャンス〉              |      |
| 297    | 8月17日  |                           | ・ ・〈からくりチャンス〉              |      |
| 298    | 8月24日  |                           | ・ ・〈からくりチャンス〉              |      |
| 298    | 8月31日  |                           | ・ ・〈からくりチャンス〉              |      |
| 299    | 9月7日   |                           | ・ ・〈からくりチャンス〉              |      |
| 301    | 9月14日  |                           | ・ ・〈からくりチャンス〉              |      |
| （SP） | 9月28日  |                           | 秋の特大号!! ・ ・〈からくりチャンス〉 |      |
| 306    | 10月19日 |                           | ・ ・〈からくりチャンス〉              |      |
| 307    | 10月26日 |                           | ・ ・〈からくりチャンス〉              |      |
| 308    | 11月2日  |                           | ・ ・〈からくりチャンス〉              |      |
| 309    | 11月9日  |                           | ・ ・〈からくりチャンス〉              |      |
| 310    | 11月16日 |                           | ・ ・〈からくりチャンス〉              |      |
| 310    | 11月23日 |                           | ・ ・〈からくりチャンス〉              |      |
| 310    | 11月30日 |                           | ・ ・〈からくりチャンス〉              |      |
| 311    | 12月7日  |                           | ・ ・〈からくりチャンス〉              |      |
| 312    | 12月14日 |                           | ・ ・〈からくりチャンス〉              |      |

#### 2009年
| 回         | 放送日   | ゲスト                    | コーナー                               | 備考 |
| ---------- | -------- | ------------------------- | -------------------------------------- | ---- |
| 273        | 1月18日  |                           | ・ ・〈からくりチャンス〉              |      |
| 274        | 1月25日  |                           | ・ ・〈からくりチャンス〉              |      |
| 276        | 2月1日   |                           | ・ ・〈からくりチャンス〉              |      |
| 277        | 2月8日   |                           | ・ ・〈からくりチャンス〉              |      |
| 278        | 2月15日  |                           | ・ ・〈からくりチャンス〉              |      |
| 278        | 2月22日  |                           | ・ ・〈からくりチャンス〉              |      |
| 278        | 3月1日   |                           | ・ ・〈からくりチャンス〉              |      |
| 281        | 3月8日   |                           | ・ ・〈からくりチャンス〉              |      |
| 282 （SP） | 3月15日  |                           | ・ ・〈からくりチャンス〉              |      |
| 284        | 4月19日  |                           | ・ ・〈からくりチャンス〉              |      |
| 286        | 4月26日  |                           | ・ ・〈からくりチャンス〉              |      |
| 287        | 5月17日  | ・ ・〈からくりチャンス〉 |                                        |      |
| 288        | 5月24日  |                           | ・ ・〈からくりチャンス〉              |      |
| 289        | 5月31日  |                           | ・ ・〈からくりチャンス〉              |      |
| 290        | 6月7日   |                           | ・ ・〈からくりチャンス〉              |      |
| 291        | 6月14日  |                           | ・ ・〈からくりチャンス〉              |      |
| 291        | 6月21日  |                           | ・ ・〈からくりチャンス〉              |      |
| 294        | 6月28日  |                           | ・ ・〈からくりチャンス〉              |      |
| 291        | 7月5日   |                           | ・ ・〈からくりチャンス〉              |      |
| 295        | 7月12日  |                           | ・ ・〈からくりチャンス〉              |      |
| 296        | 7月19日  |                           | ・ ・〈からくりチャンス〉              |      |
| 297        | 7月26日  |                           | ・ ・〈からくりチャンス〉              |      |
| 298        | 8月2日   |                           | ・ ・〈からくりチャンス〉              |      |
| 298        | 8月30日  |                           | ・ ・〈からくりチャンス〉              |      |
| 299        | 9月6日   |                           | ・ ・〈からくりチャンス〉              |      |
| 301        | 9月13日  |                           | ・ ・〈からくりチャンス〉              |      |
| （SP）     | 10月4日  |                           | 秋の特大号!! ・ ・〈からくりチャンス〉 |      |
| 306        | 10月25日 |                           | ・ ・〈からくりチャンス〉              |      |
| 308        | 11月1日  |                           | ・ ・〈からくりチャンス〉              |      |
| 309        | 11月8日  |                           | ・ ・〈からくりチャンス〉              |      |
| 310        | 11月15日 |                           | ・ ・〈からくりチャンス〉              |      |
| 310        | 11月22日 |                           | ・ ・〈からくりチャンス〉              |      |
| 310        | 11月29日 |                           | ・ ・〈からくりチャンス〉              |      |
| 311        | 12月6日  |                           | ・ ・〈からくりチャンス〉              |      |
| 312        | 12月13日 |                           | ・ ・〈からくりチャンス〉              |      |

#### 2010年
| 回  | 放送日   | ゲスト                    | コーナー                  | 備考                      |  |
| --- | -------- | ------------------------- | ------------------------- | ------------------------- |  |
| 273 | 1月17日  |                           | ・ ・〈からくりチャンス〉 |                           |  |
| 274 | 1月24日  |                           | ・ ・〈からくりチャンス〉 |                           |  |
| 275 | 1月31日  |                           | ・ ・〈からくりチャンス〉 |                           |  |
| 276 | 2月7日   |                           | ・ ・〈からくりチャンス〉 |                           |  |
| 277 | 2月14日  |                           | ・ ・〈からくりチャンス〉 |                           |  |
| 278 | 2月21日  |                           | ・ ・〈からくりチャンス〉 |                           |  |
| 280 | 3月7日   |                           | ・ ・〈からくりチャンス〉 |                           |  |
| 281 | 3月14日  |                           | ・ ・〈からくりチャンス〉 |                           |  |
| 282 | 3月21日  |                           | ・ ・〈からくりチャンス〉 |                           |  |
| 283 | 4月11日  |                           | ・                        |                           |  |
| 286 | 4月25日  |                           | ・ ・〈からくりチャンス〉 |                           |  |
| 287 | 5月2日   |                           | ・ ・〈からくりチャンス〉 |                           |  |
| 287 | 5月9日   |                           | ・ ・〈からくりチャンス〉 |                           |  |
| 288 | 5月16日  |                           | ・ ・〈からくりチャンス〉 |                           |  |
| 288 | 5月23日  |                           | ・ ・〈からくりチャンス〉 |                           |  |
| 290 | 5月30日  |                           | ・ ・〈からくりチャンス〉 |                           |  |
| 290 | 6月6日   |                           | ・ ・〈からくりチャンス〉 |                           |  |
| 291 | 6月13日  |                           | ・ ・〈からくりチャンス〉 |                           |  |
| 292 | 6月20日  | ・ ・〈からくりチャンス〉 |                           |                           |  |
| 294 | 7月4日   |                           | ・ ・〈からくりチャンス〉 |                           |  |
| 294 | 7月11日  |                           | ・ ・〈からくりチャンス〉 |                           |  |
| 295 | 7月18日  |                           | ・ ・〈からくりチャンス〉 |                           |  |
| 296 | 7月25日  |                           | ・ ・〈からくりチャンス〉 |                           |  |
| 297 | 8月8日   |                           | ・ ・〈からくりチャンス〉 |                           |  |
| 298 | 8月15日  |                           | ・ ・〈からくりチャンス〉 |                           |  |
| 299 | 8月22日  |                           | ・ ・〈からくりチャンス〉 |                           |  |
| 299 | 8月29日  |                           | ・ ・〈からくりチャンス〉 |                           |  |
| 300 | 9月5日   |                           | ・ ・〈からくりチャンス〉 |                           |  |
| 301 | 9月12日  |                           |                           | ・ ・〈からくりチャンス〉 |  |
| 301 | 9月19日  |                           |                           | ・ ・〈からくりチャンス〉 |  |
| 305 | 10月17日 |                           | ・ ・〈からくりチャンス〉 |                           |  |
| 306 | 10月24日 |                           | ・ ・〈からくりチャンス〉 |                           |  |
| 307 | 10月31日 |                           | ・ ・〈からくりチャンス〉 |                           |  |
| 310 | 11月21日 |                           | ・ ・〈からくりチャンス〉 |                           |  |
| 313 | 12月5日  |                           | ・ ・〈からくりチャンス〉 |                           |  |
| 311 | 12月12日 |                           | ・ ・〈からくりチャンス〉 |                           |  |
| 312 | 12月19日 |                           | ・ ・〈からくりチャンス〉 |                           |  |

#### 2011年
| 回  | 放送日   | ゲスト                    | コーナー                  | 備考 |
| --- | -------- | ------------------------- | ------------------------- | ---- |
| 274 | 1月23日  |                           | ・ ・〈からくりチャンス〉 |      |
| 275 | 1月30日  |                           | ・ ・〈からくりチャンス〉 |      |
| 276 | 2月6日   |                           | ・ ・〈からくりチャンス〉 |      |
| 277 | 2月13日  |                           | ・ ・〈からくりチャンス〉 |      |
| 278 | 2月20日  |                           | ・ ・〈からくりチャンス〉 |      |
| 279 | 2月27日  |                           | ・ ・〈からくりチャンス〉 |      |
| 280 | 3月6日   |                           | ・ ・〈からくりチャンス〉 |      |
| 282 | 3月20日  |                           | ・ ・〈からくりチャンス〉 |      |
| 284 | 4月17日  |                           | ・ ・〈からくりチャンス〉 |      |
| 286 | 4月24日  |                           | ・ ・〈からくりチャンス〉 |      |
| 287 | 5月8日   | ・ ・〈からくりチャンス〉 |                           |      |
| 288 | 5月15日  |                           | ・ ・〈からくりチャンス〉 |      |
| 289 | 5月22日  |                           | ・ ・〈からくりチャンス〉 |      |
| 290 | 5月29日  |                           | ・ ・〈からくりチャンス〉 |      |
| 290 | 6月5日   |                           | ・ ・〈からくりチャンス〉 |      |
| 291 | 6月12日  |                           | ・ ・〈からくりチャンス〉 |      |
| 296 | 7月17日  |                           | ・ ・〈からくりチャンス〉 |      |
| 297 | 7月24日  |                           | ・ ・〈からくりチャンス〉 |      |
| 298 | 7月31日  |                           | ・ ・〈からくりチャンス〉 |      |
| 298 | 8月7日   |                           | ・ ・〈からくりチャンス〉 |      |
| 299 | 8月14日  |                           | ・ ・〈からくりチャンス〉 |      |
| 290 | 8月28日  |                           | ・ ・〈からくりチャンス〉 |      |
| 300 | 9月11日  |                           | ・ ・〈からくりチャンス〉 |      |
| 301 | 9月18日  |                           | ・ ・〈からくりチャンス〉 |      |
|     | 10月16日 |                           | ・ ・〈からくりチャンス〉 |      |
| 307 | 10月23日 |                           | ・ ・〈からくりチャンス〉 |      |
| 307 | 10月30日 |                           | ・ ・〈からくりチャンス〉 |      |
| 290 | 11月13日 |                           | ・ ・〈からくりチャンス〉 |      |
| 290 | 11月27日 |                           | ・ ・〈からくりチャンス〉 |      |
| 290 | 12月4日  |                           | ・ ・〈からくりチャンス〉 |      |
| 311 | 12月11日 |                           | ・ ・〈からくりチャンス〉 |      |
| 312 | 12月18日 |                           | ・ ・〈からくりチャンス〉 |      |

#### 2012年
| 回  | 放送日   | ゲスト                    | コーナー                                       | 備考 |
| --- | -------- | ------------------------- | ---------------------------------------------- | ---- |
| 273 | 1月29日  |                           | ・ ・〈からくりチャンス〉                      |      |
| 276 | 2月5日   |                           | ・ ・〈からくりチャンス〉                      |      |
| 277 | 2月12日  |                           | ・ ・〈からくりチャンス〉                      |      |
| 278 | 2月19日  |                           | ・ ・〈からくりチャンス〉                      |      |
| 280 | 3月4日   |                           | ・ ・〈からくりチャンス〉                      |      |
| 282 | 3月18日  |                           | ・ ・〈からくりチャンス〉                      |      |
| 284 | 4月15日  |                           | ・ ・〈からくりチャンス〉ご長寿早押しクイズ    |      |
| 298 | 4月29日  |                           | ・ ・〈からくりチャンス〉                      |      |
| 298 | 5月6日   |                           | ・ ・〈からくりチャンス〉                      |      |
| 299 | 5月13日  |                           | ・ ・〈からくりチャンス〉                      |      |
| 289 | 5月27日  |                           | ・ ・〈からくりチャンス〉                      |      |
| 290 | 6月3日   |                           | ・ ・〈からくりチャンス〉                      |      |
| 291 | 6月10日  |                           | ・ ・〈からくりチャンス〉                      |      |
| 287 | 6月17日  |                           | ・ ・〈からくりチャンス〉                      |      |
| 287 | 7月1日   |                           | ・女子高生スペシャル ・ ・〈からくりチャンス〉 |      |
| 296 | 7月15日  |                           | ・ ・〈からくりチャンス〉                      |      |
| 287 | 7月22日  | ・ ・〈からくりチャンス〉 |                                                |      |
| 297 | 7月29日  |                           | ・ ・〈からくりチャンス〉                      |      |
| 297 | 8月5日   |                           | ・ ・〈からくりチャンス〉                      |      |
| 297 | 8月19日  |                           | ・ ・〈からくりチャンス〉                      |      |
| 297 | 8月26日  |                           | ・ ・〈からくりチャンス〉                      |      |
| 300 | 9月2日   |                           | ・ ・〈からくりチャンス〉                      |      |
| 301 | 9月9日   |                           | ・ ・〈からくりチャンス〉                      |      |
| 287 | 9月16日  |                           | ・ ・〈からくりチャンス〉                      |      |
|     | 10月14日 |                           | ・ ・〈からくりチャンス〉                      |      |
| 297 | 10月21日 |                           | ・ ・〈からくりチャンス〉                      |      |
| 307 | 10月28日 |                           | ・ ・〈からくりチャンス〉                      |      |
| 308 | 11月4日  |                           | ・ ・〈からくりチャンス〉                      |      |
| 309 | 11月11日 |                           | ・ ・〈からくりチャンス〉                      |      |
| 310 | 11月25日 |                           | ・ ・〈からくりチャンス〉                      |      |
| 310 | 12月2日  |                           | ・ ・〈からくりチャンス〉                      |      |
| 311 | 12月9日  |                           | ・ ・〈からくりチャンス〉                      |      |
| 312 | 12月16日 |                           | ・ ・〈からくりチャンス〉                      |      |

#### 2013年
| 回  | 放送日   | ゲスト                    | コーナー                                    | 備考 |
| --- | -------- | ------------------------- | ------------------------------------------- | ---- |
| 274 | 1月20日  |                           | ・ ・〈からくりチャンス〉                   |      |
| 275 | 1月27日  |                           | ・ ・〈からくりチャンス〉                   |      |
| 276 | 2月3日   |                           | ・ ・〈からくりチャンス〉                   |      |
| 277 | 2月10日  |                           | ・ ・〈からくりチャンス〉                   |      |
| 278 | 2月17日  |                           | ・ ・〈からくりチャンス〉                   |      |
| 280 | 3月3日   |                           | ・ ・〈からくりチャンス〉                   |      |
| 282 | 3月17日  |                           | ・ ・〈からくりチャンス〉                   |      |
| 283 | 3月24日  |                           | ・                                          |      |
| 284 | 4月21日  |                           | ・ ・〈からくりチャンス〉ご長寿早押しクイズ |      |
| 286 | 4月28日  |                           | ・ ・〈からくりチャンス〉                   |      |
| 287 | 5月12日  | ・ ・〈からくりチャンス〉 |                                             |      |
| 288 | 5月19日  |                           | ・ ・〈からくりチャンス〉                   |      |
| 289 | 5月26日  |                           | ・ ・〈からくりチャンス〉                   |      |
| 290 | 6月2日   |                           | ・ ・〈からくりチャンス〉                   |      |
| 291 | 6月9日   |                           | ・ ・〈からくりチャンス〉                   |      |
| 291 | 6月16日  |                           | ・ ・〈からくりチャンス〉                   |      |
| 291 | 6月30日  |                           | ・ ・〈からくりチャンス〉                   |      |
| 296 | 7月14日  |                           | ・ ・〈からくりチャンス〉                   |      |
| 296 | 7月21日  |                           | ・ ・〈からくりチャンス〉                   |      |
| 297 | 7月28日  |                           | ・ ・〈からくりチャンス〉                   |      |
| 298 | 8月11日  |                           | ・ ・〈からくりチャンス〉                   |      |
| 299 | 8月18日  |                           | ・ ・〈からくりチャンス〉                   |      |
| 301 | 9月1日   |                           | ・ ・〈からくりチャンス〉                   |      |
| 301 | 9月15日  |                           | ・ ・〈からくりチャンス〉                   |      |
|     | 9月22日  | さとう珠緒                | 秋の特大号!! ・ ・〈からくりチャンス〉      |      |
| 305 | 10月13日 |                           | ・ ・〈からくりチャンス〉                   |      |
| 307 | 10月27日 |                           | ・ ・〈からくりチャンス〉                   |      |
| 308 | 11月3日  |                           | ・ ・〈からくりチャンス〉                   |      |
| 309 | 11月10日 |                           | ・ ・〈からくりチャンス〉                   |      |
| 310 | 11月17日 |                           | ・ ・〈からくりチャンス〉                   |      |
| 310 | 11月24日 |                           | ・ ・〈からくりチャンス〉                   |      |
| 310 | 12月1日  |                           | ・ ・〈からくりチャンス〉                   |      |
| 312 | 12月15日 |                           | ・ ・〈からくりチャンス〉                   |      |

#### 2014年
| 回  | 放送日  | ゲスト                    | コーナー                  | 備考 |
| --- | ------- | ------------------------- | ------------------------- | ---- |
| 274 | 1月19日 |                           | ・ ・〈からくりチャンス〉 |      |
| 276 | 2月2日  |                           | ・ ・〈からくりチャンス〉 |      |
| 277 | 2月9日  |                           | ・ ・〈からくりチャンス〉 |      |
| 278 | 2月23日 |                           | ・ ・〈からくりチャンス〉 |      |
| 280 | 3月2日  |                           | ・ ・〈からくりチャンス〉 |      |
| 281 | 3月9日  |                           | ・ ・〈からくりチャンス〉 |      |
| 283 | 3月23日 |                           | ・                        |      |
| 284 | 4月20日 |                           | ・ ・〈からくりチャンス〉 |      |
| 284 | 4月27日 |                           | ・ ・〈からくりチャンス〉 |      |
| 287 | 5月11日 | ・ ・〈からくりチャンス〉 |                           |      |
| 288 | 5月18日 |                           | ・ ・〈からくりチャンス〉 |      |
| 289 | 5月25日 |                           | ・ ・〈からくりチャンス〉 |      |
| 291 | 6月1日  |                           | ・ ・〈からくりチャンス〉 |      |
| 291 | 6月8日  |                           | ・ ・〈からくりチャンス〉 |      |
| 294 | 7月13日 |                           | ・ ・〈からくりチャンス〉 |      |
| 291 | 7月20日 |                           | ・ ・〈からくりチャンス〉 |      |
| 284 | 8月3日  |                           | ・ ・〈からくりチャンス〉 |      |
| 296 | 8月10日 |                           | ・ ・〈からくりチャンス〉 |      |
| 297 | 8月17日 |                           | ・ ・〈からくりチャンス〉 |      |
| 298 | 8月24日 |                           | ・ ・〈からくりチャンス〉 |      |
| 299 | 9月7日  |                           | ・ ・〈からくりチャンス〉 |      |

## 番組のコーナー

### ご長寿早押しクイズ（からくりチャンス）
30分時代の1994年11月6日に開始し、2008年までの14年間に渡って断続的に放送され、放送回数は全388回、全出場解答者数は1132人を数えた。本番組の全盛期を支えた名物コーナーであり、本番組のスペシャル時には、過去に本コーナー内で特に面白みのある解答をした（番組内では『名人』と称される）解答者らを集めて、「ご長寿早押しクイズ名人戦」が行われた。

#### 構成・ルール
「フニクリ・フニクラ」の替え歌（開始当初は原曲）のオープニングと同時にコーナーが始まり、オープニング時にはロケ地の市町村と旅館宿泊券などの優勝者の商品が紹介をされる。当時TBSのアナウンサーであった鈴木史朗（1998年春からフリー）が司会を担当し、80歳以上の高齢者（ご長寿）の解答者3名が自己紹介を終えた後に、全10問の早押しクイズを行い、一番多く正解した解答者が優勝となり、賞品として旅館宿泊券などがプレゼントされる。最終問題（第10問目）終了後にトップが複数いた場合には同点決勝を行う。ある程度時間が経っても正解が出ない場合は次の問題に移るが、最終問題や同点決勝は正解が出るまで続行する。スタジオではコーナー前半でVTRが中断され、トップ賞受賞者が解答者の誰が優勝するのかを予想し、CMを挿んで後半のVTRが再開され、優勝者が決定するとからくりチャンスの結果が紹介される。

#### 内容
本コーナーは通常の早押しクイズとは異なり大喜利の要素が強く、解答者となるご長寿らの珍解答や珍言動およびに、珍行動をピックアップし、淡々と進行する司会の鈴木と解答者らとの掛け合いが話題となり、一躍本番組の人気コーナーとなった。そして、名人戦では番組スタッフにより本コーナーから選考された、特に面白みのある解答をした解答者（名人）が出場するため、通常の放送回よりも過激なやりとりが顕著に表れた。本番組スタッフによると、このような珍解答などが生まれる理由として、「事前に町のご長寿を集めて面接と予選テストを行い、面接や予選テストで面白い解答や行動をした人の中から出演するご長寿を会議で決めています。そのため、全く予想もつかない珍解答、珍行動が飛び出しているわけです。」と説明しており、鈴木自身も「1問の解答時間が10分にも及ぶ」と発言していた。ただし、前述のように、ご長寿らの予想もつかない珍解答や珍行動が多いため、始まった当初から、一部ではやらせ疑惑が持ち上がっていて、また、実際に出た解答を編集によって繋ぎ替えて珍解答に見せているのではないかと指摘されることもある。

#### 放送の減少・事実上のコーナー廃止
開始から2003年10月頃まで本コーナーはほぼ毎週放送が行われていたが、同年11月以降は数週間に一回の放送に減少、2006年春スペシャル以降は放送回数が数ヶ月に一回とさらに減少。2009年春スペシャル（2009年3月15日）で過去に出場した名人を加えて久々に放送が行われ、これが実質的に最後の本コーナーの本編の実施となった。
本コーナーの放送が減少・事実上の廃止となった理由としては、前述のやらせ疑惑に加えて、ロケする市町村が合併などでほとんど行き尽くしてしまったり（そのため、北日本方面（北海道・福島県以外の東北）もしくは西日本方面（静岡県以外の東海・北陸・関西・中四国・九州・沖縄）に遠征しない限りロケは難しい）、本番組のタイムテーブルの不安定さからやむを得ずほかのコーナーを放送しているなど、様々な要因が挙げられ（後期から末期にかけては中継クイズや他のコーナーをベースにした三択問題に差し替えられ、末期は通常のクイズ問題に変更されていた）、また、『高齢者を笑いの対象にして良いのか』という人権的な指摘や、当初は下ネタで回答した際はそのままテロップや音声で流していたが、2001年ごろからモザイクや信号音などで処理されていたように、番組内では公開出来無い様な解答が飛び出す事もある為、放送されなくなったという指摘もある。
その後、2010年9月19日放送分の本番組のコーナー「からくりグランプリ」内にて、「ご長寿ベストオブ名人は誰だ!」と題して傑作選が放送され、出演者の投票により、紹介された名人の中から『ベストオブ名人』が選出されたそして、本番組の最終回スペシャル（2014年9月7日）では、「大爆笑! ご長寿早押しクイズ傑作選」と題して傑作選が放送。さらに、2015年10月12日放送の特番『TBSもさんまも60歳 伝説のドラマ&バラエティー全部見せます!夢共演も大連発SP』の終盤でも当コーナーの傑作選が放送された。
2016年12月29日の「爆笑! 明石家さんまのご長寿グランプリ2016」番組内で復活した。各地で予選が行われ、その中から選ばれた3人（2018年以降は5人）が決勝へ進出。予選の司会は山本匠晃（TBSアナウンサー）、決勝戦の司会はレギュラーと同じく鈴木史朗が担当した。なお、決勝戦はレギュラー当時よりも少ない全8問で行われた。
その後も毎年12月下旬に「ご長寿グランプリ」として放送。同特番のセットも本番組末期のセットを手直ししたものが使われているほか、クイズの合間にはレギュラー時代の傑作選や「からくりビデオレター」などの企画をご長寿に絞ったものも放送されている。2023年にはホームビデオとスタジオでのクイズが復活。当時の効果音も殆どそのまま使われた（正解のファンファーレだけ再制作され、「正解!!」のCGは使われていない。また正解VTRに入るジングルは使われていない）。
2018年は同コーナー開始当初から司会を務めてきた鈴木が80歳を迎えて「後進に譲りたい」という本人の希望から、決勝戦の司会をこれまで2回予選の司会を務めてきた山本に譲り勇退することとなった。鈴木は2019年に、スペシャルゲストとしてメインスタジオに登場した。

### からくりホームビデオクイズ
『さんまのからくりTV』時代から続く、この番組の原点ともいえるコーナー。『加トちゃんケンちゃんごきげんテレビ』の「おもしろビデオコーナー」を実質引き継いだもの。外国から仕入れたホームビデオ（家庭用カムコーダ）映像や視聴者から投稿されたホームビデオ映像から面白いものを厳選して放送。それらの中でも特にインパクトがある映像からクイズを出題する。
決まったコーナータイトルはなく、ホームビデオ映像の内容に合わせて以下のようなタイトルで放送される。1時間枠初期の頃は1回の放送で3問程取り上げられたが、他のレギュラーコーナー開始につれ、第1問のみに減少。末期になるとこのコーナーがない回も増えていった。大抵は数年〜十年以上前の海外のホームビデオ映像を寄せ集めたものだが、視聴者の投稿を受け付けており、採用されると10万円、問題に採用されると30万円が贈られる。
2023年の『ご長寿グランプリ』で復活。ただし視聴者投稿ではなく海外からの映像のみとなった。
- からくりウォッチング — 面白い映像を披露する。
- からくりFAMILY — 家族内での面白い映像を披露する。
- ANIMAL WORLD・からくり動物園・からくり動物王国 — 面白い動物の映像を披露する。
- からくり世界のトピックス — 世界各国の面白い映像を披露する。
- わんぱくKIDS→からくりKIDS・KARAKURIこどもCLUB — 子供の面白い映像を披露する。
- からくり今週の傑作ビデオ — 様々な面白いホームビデオ映像を披露する。
- からくりわがやのニュース — 家族のニュースを紹介する。
- からくり衝撃の事件簿
- からくり慣用句辞典
- からくりドタバタ特集
- からくり親子物語
- ぼくらの街の人々
- からくりビデオ絵日記
- 大騒ぎ!!からくりアパート ーKARAKURI AMAZING APART MENT―
- からくり映画劇場
- からくりメイド・イン・ジャパン

### からくり熱中少年物語
元々は「『さんま・玉緒のお年玉あんたの夢をかなえたろかスペシャル』で登場した『ギター少年』こと山岸竜之介のその後が見たい」という視聴者のリクエストに答える形でスタートしたコーナーで、野球・ギター・将棋など様々な事に熱中している子供の様子を特集、紹介する内容。第1問で取り上げられることも多い。『ギター少年編』はドラマチックな展開からか女性からの人気が高く、『将棋少年編』は将棋少年の精神年齢の高さや、まるで大御所の落語家のような喋り方をすることから必ず笑いが起こり、男女問わず人気が高い。さんまは将棋少年をとても気に入っているらしく、ギター少年編になると「将棋少年見たかったなぁ〜」といつもがっかりする。関根勤は「人生の先輩にしたいですね。」とまで言った。将棋少年の時には視聴率が高かったらしいが、将棋少年は学業に専念するため番組を卒業した。さらに栃木県の『農家少年編』とインド人の父親と日本人の母親とのハーフの『ボクシング少年編』、『芸術少年』も登場した。このコーナーに出演した並木瑠璃は後に歌手デビューを果たし、並木のバンドメンバーだった宮澤佑門はオジー・オズボーンのライブに何度か飛び入り参加したりと海外での活動も展開、「世界最年少プロギタリスト」としてギネスブックに記録されている。

### からくり熱中少年少女スカウトキャラバン
「からくり熱中少年物語」の予備軍を探すべく、スタッフが日本全国の幼稚園を訪れ、子供に「熱中していること」を聞いてまわる。「からくり熱中少年少女スカウトキャラバン・追跡編」として、面白い受け答えをして過去に番組で紹介した子供のその後の様子を放送することもある。

### からくりみんなの! かえうた
2003年 - 2014年放送。司会はTBSの安住紳一郎アナ（〜2008年9月） → 山本匠晃アナ（2008年10月〜）。日頃のうっぷんや悩み、忘れられない思い出などを替え歌で発表してもらう。OL・主婦・サラリーマンの3人が審査を行い、歌いきったら3万円分の食事券がプレゼントされる（スペシャル時は7万円）。しかしいつも貰えるわけではなく、審査員が歌詞に品がない（下品である）と判断すると、歌っている途中で赤の×が描かれた黒幕が降ろされてしまい、失格となる。
内容は「サラリーマンかくし芸コンテスト」から引き継がれており（音質が向上した）、3問目に取り上げられることが多い。スペシャル時には「紅白歌合戦」・「全国大会」・「家族対抗歌合戦」・「オールリクエスト大会」・「レコード大賞」・「あなたが選ぶスキウタ」・「替え歌ワールドカップ」・「かえうた甲子園」などのサブタイトルがつき、スペシャル版が放送され、当時同局アナウンサーだった小林麻耶（現在フリーアナウンサー）もアシスタントとして登場していた。
前身コーナーの「かくし芸コンテスト」の頃からスタジオ出演者の対決企画の罰ゲームに指定されており、さんま・うつみ・玉緒ほかゲストも含めて、全員この舞台に立っている。
稀に強烈なキャラを持つ出演者（例:演歌が趣味の高校生、オネエ系教師など）が登場し、その後番組自体の企画に抜擢されるケースが多い。前述の「演歌が趣味の高校生」として出演していた大江裕は企画に抜擢後、「のろま大将」で演歌歌手デビューすることになった。
また、『芸能人かえうた王決定戦』という2時間スペシャルも放送された。予選（決勝大会出場権獲得を賭けたもので、タレントや芸人、アイドルなどが出場する）を開催して（行われないこともある）、そのあとの決勝大会は予選を勝ち抜いた者（予選で落ちたが特別審査枠で出場したケースもある）だけでなく、予選には出ていない芸人やタレント、人気アイドルグループや大ヒット曲を出した歌手なども替え歌を披露する。水木一郎率いるアニソンユニットや坂本冬美のようにスタジオではなく中継場所で替え歌を披露することがある。2015年4月26日19:00 - 20:57にこのコーナーの復活特番「明石家さんまの芸能人かえうた王決定戦SP」が放送された。

### からくり・それってホント?
雑誌、ブログなどで紹介されている、芸能人の隠れた特技、趣味が本当なのかをスタッフが探り、芸能人に特技を披露してもらうコーナー。「からくりけん玉同好会」は本コーナーから生まれた。

### からくり・うちの子大丈夫?
芸能人の子供が留守番ハウスで、留守番を体験するコーナー。「知らない人を家の中に入れてはいけない。」など、約束通りに守っているかを芸能人である親が別室のモニターで観察する。9月13日放送分から駄菓子屋を借りた「店番編」が始まった。

### 小倉優子の苦手克服企画
小倉が苦手としているダンス・水泳・ゴルフに挑戦するコーナー。

### 小倉優子音楽隊
サザエオールスターズの項を参照。

### GTO下地先生のウキウキ家庭訪問→帰ってきたGTO下地先生の3者面談
前述の「からくりみんなの! かえうた」に登場していた「オネエ系教師」下地敏雄先生（中学校教諭）が赤荻歩アナウンサーと共に悩みを持つ中学生の家庭を訪問して、悩みを解決する。なお、ロケ地は下地先生の勤務先（福岡県久留米市）の関係で福岡県・大分県・熊本県など九州でのロケがほとんどである。「GTO」はGreat Teacher Onee（オネエ）の略。

### はじメシ（恥飯）
「人前では恥ずかしくてできないけれど、一人でいる時に限って思わずやってしまう」という、自分だけの美味しい食べ方を紹介するコーナー。また、出演者たちから紹介されたものの多くが（一般的に）想像できない程の仰天メニューが大多数を占める。

### 田中みな実企画
TBSの田中みな実アナウンサー（放送当時）のぶりっ子キャラを直そうといろいろな所へ社会勉強をする。この番組を見て南海キャンディーズの山崎静代が不快感を示し、因縁の相手となっている。

### 女子高生スペシャル
2012年7月1日開始。司会はTBSの山本匠晃アナウンサーが行いパネラーに女子高生が出演し、本音を発表する。

### からくりビデオレター
1996年7月7日にスタート。地方からビデオで子供にメッセージを送る。その日のゲストの地元へ出向き、家族や恩師などからのビデオレターが放送されることもあった。このコーナーの｢野球部を辞めてソフトボール部に入った｡｣というVTRから、さんまの代表ギャグの1つである「意味ないじゃ〜ん!」が誕生し、『明石家マンション物語』でこれを題材にした「大日本意味なし教」という定番コーナーができた。2005年春からは「からくりビデオレターリターンズ」という続編コーナーがスタートした。開始時のBGMは、ふるさとを模したBGM。内容によっては感動的なものがあり、回答者が公の場を忘れて号泣することもある。前述した「ご長寿グランプリ」でもメッセージを送る相手を子供から過去の自分に変えて復活しており、こちらはBGMが竹原ピストルの「よー、そこの若いの」に変更されている。

### からくりビデオレターリターンズ
かつて「からくりビデオレター」のコーナーに出演した家族が番組にビデオレターを送る。5年前など結構前に取り上げられた家族も多いのだが、誰かが亡くなっていたりすることは全くなく、逆に子供が増えていたりする。4問目に取り上げられることが多い。

### 玉緒が行く
1996年4月21日スタート。中村玉緒がいろいろな事に挑戦する。初回の職業は、コンビニでのアンパン販売だった。このコーナーで玉緒は『197種もの職業』を一週も休まずに挑戦し続けた。もちろんスタジオ収録を欠席しても、VTR出演という形でこのコーナーは通常通り放送していた。2000年に終了した。後にこのコーナーで玉緒に大工仕事を教えた石澤盛男が「からくりお悩みパビリオン」や「棟梁のお悩みエリート塾」に抜擢、出演した。後期には番組の最後に「玉緒が行く未公開シーン」を放送していた。このコーナーからの出題の大方は「玉緒がまた何かをしでかしましたが、何をしでかしたのでしょうか?」というもので、常に一般人にはとても考えつかないような行動が正解となるため、さんまからは「お母さん、何考えてまんねん」と呆れられる。ただ、ごく初期の頃は、「玉緒は今回どんな職業体験をするのでしょうか？」というものであり、コーナーの冒頭に出題されていた。

### 玉緒と行く
「玉緒が行く」の続編。玉緒がその道のプロと共にいろいろな事に挑戦する。前作の「玉緒が行く」ほどの長続きはしなかった。

### 玉緒の結婚相談所
玉緒が未婚の相談者の相談にのるコーナー。前述の2コーナーよりも長続きはしなかった。

### からくり残像クイズ
1時間枠拡大後すぐの1996年5月頃に放送。さんまが「右から左に文字が流れるタイプの電光掲示板は、文字が流れる機能が壊れても見ている人が首を右から左に振れば流れている文字が読める」という発見をしたことから始まった期間限定のクイズ。
文字が流れる機能を停止させた右から左に文字が流れるタイプの電光掲示板に何と書いてあるかを早押しで当てる。
VTRはなく、スタジオのみで行うというこの番組では珍しいタイプのクイズで、解答者が文字を読むために必死に左右に首を振る姿が好評だった。

### からくりお悩みパビリオン
2000年10月8日（秋の特大号）にスタート。特設ボックスで加藤淳・青木政司・石澤盛男ら3名が、人生や進路の悩みを解決する。キャラクターの濃い加藤の人気が最も高く、石澤の出番は驚くほど少なかった。青木は稀に悩みを解決することができたものの、加藤に関しては本質的な回答にはほとんどいたらなかった。一方、石澤は十分解決することができたものの、これが石澤の出番が少なかった理由の1つでもあった。

### 棟梁のお悩みエリート塾
「玉緒が行く」で登場し、「からくりお悩みパビリオン」にも出演していた石澤盛男が、子供の悩みを解決する。我妻泰熙や吉田昌平が出演しタレントに転進した。

### 加藤淳の日本浪漫紀行
「サラリーマン早調べクイズ」や「からくりお悩みパビリオン」で評判だった加藤淳が日本国内を旅する。

### 大青木越前
「ご長寿早押しクイズ」や「からくりお悩みパビリオン」に出演していた青木政司が若者の悩みを解決する。青木本人の希望で行った一回きりのコーナー。コーナー名の由来は同局がナショナル劇場（当時）枠で放映していた『大岡越前』が元である。

### からくりコンテスト　隣の若奥さま!
司会はTBSの安住紳一郎アナウンサーで、審査員は加藤淳・青木政司で理想の嫁を選ぶ。あまり長続きしなかった。

### サラリーマン早調べクイズ
1999年10月3日（秋の特大号）にスタート。司会はTBSの安住紳一郎アナウンサーで新橋駅前若しくは西新宿にある公衆電話の前で、2人の酔っ払っているサラリーマンに問題を出題し、公衆電話を使い知人に電話を掛け、調べて解答してもらう。そのやり取りからクイズを出題する。正解者には、土産として高級寿司がプレゼントされる。
安住アナが酔っ払いのサラリーマンを相手に奮闘する司会ぶりが好評で、このコーナーをキッカケに安住アナはTBSの看板アナウンサーとして名前を知られることとなった。さらにとある回で因縁をつけてきた回答者の要求で、『司会者と回答者が入れ替わる』という前代未聞の事態が発生。このことは放送当時のクイズとなったほか、『オールスター赤面申告!ハプニング大賞』でピックアップされた。また、加藤淳がこのコーナーから「からくりお悩みパビリオン」・「加藤淳の日本浪漫紀行」に出演をしタレントとしても活動している。このコーナーに出演していた人たちは、現在もリニューアルしたコーナーに出演することが多い。2003年に終了した。
なお、TBSのドラマ『木更津キャッツアイ』最終回に、サラリーマン早調べクイズのシーンがあり、安住アナがドラマ出演を果たしている（回答者はうっちー役の岡田義徳で、天津丼が分からず「かに玉丼」と答えていた。）

### サラリーマンかくし芸コンテスト
2003年10月19日に「サラリーマン早調べクイズ」の続編としてスタート。司会は安住アナで出演者が自慢のネタを披露する。出演者のほとんどは「サラリーマン早調べクイズ」に出演した人が出演している。このコーナーで多くの人が披露した替え歌が人気だったため、「からくりみんなの!かえうた」に引き継がれる形で終了した。

### からくり外国人日本王
2007年4月15日スタート。司会はTBSの蓮見孝之アナウンサー又は伊藤隆太アナウンサーで日本になじみのある外国人が日本に関する問題を出題し、チャンピオンが答える。そのやり取りからクイズを出題。万が一、チャンピオンが答えられなかった場合は新たなチャンピオンが誕生となる。
初代チャンピオンは、ロバート・ボールドウィンだったが、2008年2月3日の放送にてロシア出身のエレナ・ビノグラドワについに敗れ、2代目の日本王誕生の幕開けとなった。また、同年2月24日の放送では「からくり外国人日本王・特別編」として、初代日本王・ロバートの追跡編が放送された。その後2代目の放送を1回挟み2008年4月27日の放送にてロバートが日本王に返り咲いた。
なお、そのロバートは後日、他局の番組（『笑っていいとも!』）にゲスト出演し、一躍話題を呼んだ。

### からくり列島中継
2003年2月9日スタート。「サラリーマン早調べクイズ」でパニックになり、スタジオを爆笑の渦に巻き込んだ桜田さん（通称、玉ちゃん）が日本国内の名所をパニックになりながら中継する。その様子からクイズを出題。また、桜田のフォロー役としてJNN各局の女性アナウンサー（CBC・加藤小百合など）も登場している。

### 知識の泉
2000年4月2日(春の特大号)にスタート。浅田美代子・長嶋一茂・西村知美（西村が産休のときは松嶋尚美）が高級レストランでトークをする。時折、非常識ともいえる発言も飛び出した。トーク中、さんまを馬鹿にする発言を行い（特に、長嶋・西村）、さんまを激怒させたこともあった。このコーナーに限って浅田・長嶋・西村・松嶋にはスタジオでの解答に制限があるものの（解答開始時は解答ができない）、自分自身でも何を言ったのか忘れてしまい、本人も正解できないこともしばしばあった。
コーナー終了からしばらくして、復活したがその後再び終了した。

### 新しい知識の泉
上記の『知識の泉』と概要はほぼ同じだが、ゲストを招いていた。

### 知識の小泉
上記の『知識の泉』と概要はほぼ同じだが、準レギュラーであるTBSの安住紳一郎アナウンサー、セイン・カミュ、鈴木史朗アナウンサーが、ロケの苦労話を交えつつトークをしていた。

### KARAKURI FUNNIEST ENGLISH
『さんまのからくりTV』時代～『SUPER』初期に稀に出題されていた「からくり基礎英語」のリニューアル版として1996年10月27日にスタートした。 セイン・カミュが日本人に英語で質問をして、英語で回答を求める。返ってくる英語は日本語訳すると珍回答になるものが多く、それが人気を博した。稀に外国人が近くを通りかかった際、セインは勝手に進行を外れて、外国人と英語で楽しく会話していた。後述のセイン進行によるコーナーの開始により発展的に終了した。コーナー終了後も数回放送され、ファニエスト外語学院にも出演するボビーもセインとともに進行したことがある。

### KARAKURI FUNNIEST JAPANESE
2000年10月8日（秋の特大号）にスタート。セイン・カミュが日本在住の外国人に英語で質問をして、日本語で回答を求めるというもの。慣れない日本語に珍発言もあった。このコーナーでボビー・オロゴンなどが初登場した。

### セインのファニエスト外語学院・日本語学科
2001年12月16日から2005年3月まで放送。セイン・カミュが「KARAKURI FUNNIEST JAPANESE」に出演した外国人に日本語を教えたり、様々な職業体験を実践させる。その外国人たちの言い間違いや悪ふざけにセインがツッコミを入れる、というのが主流だった。後にこのコーナーのメンバーだったボビー・オロゴンとアドゴニー・ロロがタレントデビューした（ボビーはタレント兼格闘家、アドゴニーはタレント兼映画俳優）。このコーナーの初期メンバーで槇原敬之より提供された楽曲「ハトマメ 〜Say Hello To The World〜」でポニーキャニオンよりCDデビューしている。「KARAKURI FUNNIEST ENGLISH」に出演して面白い回答をした日本人に英語を教える「セインのファニエスト外語学院・英語学科」を行なったこともあったが、実質「セインの実践英会話」と同じ内容になってしまったため、こちらは僅か数回で終了した。出演者は次の通りである。
- 2002年度　セイン・カミュ　ボビー・オロゴン　エリック・ロビンソン　アドゴニー・ロロ
- 2003年4月～2004年1月　セイン・カミュ　ボビー・オロゴン　アブドゥール・ハキーム・アミール　アドゴニー・ロロ
- 2004年2月～2005年3月　セイン・カミュ　ボビー・オロゴン　アドゴニー・ロロ

### ファニエストトークショー
様々な分野の人を招待し、「セインのファニエスト外語学院・日本語学科」のメンバーとトークをする。僅か数回で終了した。

### セインの実践英会話～PracticalEnglish!
2003年9月21日にスタート。セイン・カミュが街頭インタビューで見つけた英語に興味のある日本人や面白い回答をした日本人に英語を教える。

### からくり母子手帳
かつて「セインの実践英会話」に出演し、珍回答を連発していた加治佐朱美が子供を出産するまでを取材し、そこからクイズを出題する。

### セインのからくりイングリッシュジャーニー
セイン・カミュが日本各地を旅して町の人と英語で話す。問題は三択で、町の人とのやり取りがこの後どうなるか解答する。2006年10月頃から始まった。

### からくりお宅訪問
取材に協力してくれた家の人にスタッフが指示したものを持って来てもらい、「何を持ってくるか」を三択クイズで出題する。トップ賞になった解答者は持ってくるものを予想する。かつては「からくりチャンス」の問題は「ご長寿早押しクイズ」のみだったが、2003年冬から『さんまのからくりTV』時代に「からくりチャンス」として出題されていた「お宅のアレ、もってきてください!」のリニューアル版として復活した。最近では「国際下宿訪問」など、学生寮を訪問することもある。ごくまれだが通常問題として出題される場合もある。こちらも最近はほとんど放送されていない。

### からくり世論特捜隊
道行く人に質問をし「イエス」か「ノー」で回答してもらい、その理由を聞く。問題は三択で出題される。こちらも同じく、ごくまれに通常問題として出題されることもある。なお、質問の結果は集計し円グラフにする。

### からくりこだわりインタビュー
2006年5月頃にスタート。こちらも上記のコーナー同様、道行く人に質問をするが、こちらは「もし、○○だったら何をするか」という質問をし、回答してもらう。三択問題で出題される。また、ごくまれだが通常問題として出題される場合もある。

### からくりザ・ランキング
現在、流行のものや自分だけのブームなどを道行く人に聞き、ランキングを制作。面白い回答をした人の回答やその理由を当てる。通常問題として出題されることもあり、その場合、2・4問目辺りに出題する事が多い。

### からくり中継クイズ
スタジオ出演者の家族が生中継で三択クイズを出す。ごくまれだが通常問題として出題される場合もある。これはアンタッチャブルの山崎弘也がとある日の同番組収録中に山崎の実母が「さんまのファンだ」と言っていたことを告白、この事からこのコーナーが誕生したものとみられる。なお、これまでのシリーズものとしてこの山崎の家族（夫妻）シリーズのほか、プロレスラー中西学シリーズがこのコーナーで登場している。

### 松岡修造の人間とは何だ?!
松岡修造が相談者の悩みを解決する。松岡本人の持ち込み企画だったが、相談者の応募が少なかった上に、松岡が暴走し相談者が困惑するという、さんまも唖然とする内容だった。
すぐに松岡本人が「松岡修造の父とは何だ!? 」に企画変更した。

### 松岡修造の父とは何だ!?
松岡が子供との会話の無い父親の手助けをするコーナーで、松岡本人の持ち込み企画の続編。やはり、さんまも唖然とする内容で、僅か数回で終了した。

### からくりテニス同好会
さんまが「打倒・松岡修造」を目的に結成した同好会メンバーが、プロの指導を受けてテニスの練習をする。その様子からクイズを出題。スペシャルでは、実際に松岡とテニス対決を行なった。

### 熱いプロレスラー中西学のお悩み相談焼肉相談亭
司会はTBSの駒田健吾アナウンサーとおぎやはぎが務める（かつてはアシスタントとして山上友梨や南明奈も登場した）。中西学が相談者の悩みを聞き悩みを解決する。中西本人の希望で「熱いプロレスラー中西学のお悩み相談バーベキュー相談亭」にリニューアルしたが、内容は全く同じだった。

### からくり卒業文集
2003年9月28日（秋の特大号）にスタート。小学校時代や中学校時代の面白い卒業文集を発表する。長嶋一茂やガレッジセール・ゴリの卒業文集が発表された。

### おともだちをつくろう
お互い初対面の小学生数人のグループ2組を招き、仲良くなる過程を観察するコーナー。仲良くなった小学生は特設ボックスで、番組ADの「（通称）ぼたんちゃん」のガイダンスにしたがって改めて自己紹介を行い、それらの過程からクイズを出題する。開始当初は子供ならではの自然な無邪気さが好評で、面白い子供が続出した「棟梁のお悩みエリート塾」のような人気コーナーになるかと思われたが、しばらくすると特設ボックスでネタとも取れるような（いかにもテレビに映ることが目的の）わざとらしい演技や踊りをする子供があらわれ、その上、「内気で最後まで初対面の小学生に話しかけられず、気まずくしている子供がかわいそう」という意見も出たため早々に終了した。

### 熱いプロレスラー中西学のお悩み相談バーベキュー相談亭
2005年10月に放送開始、司会はTBSの駒田アナウンサーとおぎやはぎで、中西が相談者の悩みを解決する。ただ本質的な解決には至らず、中西の珍発言に注目が集まる。外に出て決闘したりすることもある。リニューアル前のこのコーナーは中西が熱血発言で元気をもらうのも目的だったが、「格言」がなくなったためか、人気は落ちているらしい。
このコーナーは、おぎやはぎが「この番組にどうしても出演したい」と言った結果まかせられたコーナーであるが、本人達は「（中西さんとは関係のない）他のコーナーがよかった」と愚痴を言っている。2問目あたりで出題されることが多い。2007年10月頃からはほとんど放送されていない。

### 生徒だけの学級会
生徒が教師について思っていることを発表する。時には先生と問題発言（?）をした生徒が実際に向き合って対決することもある。2問目、4問目に取り上げられることが多い。

### からくりみんなの部室
女子高生が部室などであるテーマについて自由に話し合う。そこでの発言からクイズを出題。

### からくり奥様だけのティーパーティー
仲の良い奥様達に集まってもらい、お互いに自分の旦那への愚痴や治して欲しい所について自由に話し合う。そこでの発言からクイズを出題。

### お父さんのためのメール添削講座
仲の良い女子高生（後に進学して女子大生になった）4人組に集まってもらい、携帯電話のメールで娘とうまくコミュニケーションが取れなくて困っているお父さんに、メールのテクニックを教えたりアドバイスをしたりする。そのやり取りからクイズを出題する。「からくりチャンス」として三択問題で出題されることもある。

### からくりメッセージボード
悩みを持つ人が街頭で通りすがりの人からアドバイスや励ましの言葉をかけてもらう。そのやり取りからクイズを出題する。「からくりチャンス」として三択問題で出題されることもある。

### からくり川柳
司会はTBSアナウンサーの伊藤隆太アナで、出演者が男女に別れ川柳を発表し合う。定期出演者として、若手芸人と一般人、コギャル風の女子高生2名がいる。審査員には関根勤、加藤淳、やすみりえがいる。1問目、4問目に取り上げられることが多かった。

### からくりご両家顔合わせクイズ
司会はお笑いコンビのおぎやはぎでこれから結婚しようと考えているカップルの両家族が初対面し、クイズを出し合う。4問目に取り上げられていた。

### 若手芸人が全国各地でクイズ探し
「からくりチャンス」として出題された。お笑い芸人がクイズを探し、問題は三択で出題される。レイザーラモンHGが出演した。わずか一回で終了した。

## 個人情報流出問題
2006年3月15日、TBSは同番組の出演者や番組に参加した視聴者らの個人情報が、Winnyを通してネット上に流出していたと発表した。流出したのは出演タレントや、クイズコーナーなどへの一般参加者・応募者、TBS社員や番組スタッフらの連絡先など。この他、悩み事相談コーナーに応募してきた視聴者の相談内容などもあった。

## 番組の終焉
最高視聴率27.0%（1998年2月1日放送）を記録する等、長らく人気を博したが、裏番組である『ザ!鉄腕!DASH!!』（日本テレビ系）の影響で視聴率が落ち始め、末期には6%前後となっていた。末期にはスタジオ収録でのクイズコーナーが廃止されロケ企画が中心となり、ゲストの思い出の街を散策するコーナーを放送するなど、番組初期〜中期の特色はかなり失われていた。加えて制作費用が高騰していたこともあり、2014年7月8日にTBSが同年9月で放送終了することを正式発表。同年9月7日放送の2時間スペシャルを以て、22年間の歴史に終止符を打った。
終了理由には視聴率の低迷も挙げられていたが、最終回スペシャルの視聴率は14%を記録した。
終了後は前述の通り、「からくりみんなの!かえうた」や「ご長寿早押しクイズ」といった人気企画が特別番組として復活した。また『芸能人かえうた王決定戦』のように別番組で企画として定着したものもある。

## ネット局
| 放送対象地域   | 放送局名                                           | 系列    | 放送時間           | 備考                                      |
| -------------- | -------------------------------------------------- | ------- | ------------------ | ----------------------------------------- |
| 関東広域圏     | TBSテレビ（TBS） 「さんまのSUPERからくりTV」制作局 | TBS系列 | 日曜 19:00 - 19:57 | 制作局 旧：東京放送                       |
| 北海道         | 北海道放送（HBC）                                  | TBS系列 | 日曜 19:00 - 19:57 |                                           |
| 青森県         | 青森テレビ（ATV）                                  | TBS系列 | 日曜 19:00 - 19:57 |                                           |
| 岩手県         | IBC岩手放送（IBC）                                 | TBS系列 | 日曜 19:00 - 19:57 | 旧：岩手放送                              |
| 宮城県         | 東北放送（TBC）                                    | TBS系列 | 日曜 19:00 - 19:57 |                                           |
| 山形県         | テレビユー山形（TUY）                              | TBS系列 | 日曜 19:00 - 19:57 |                                           |
| 福島県         | テレビユー福島（TUF）                              | TBS系列 | 日曜 19:00 - 19:57 |                                           |
| 新潟県         | 新潟放送（BSN）                                    | TBS系列 | 日曜 19:00 - 19:57 |                                           |
| 長野県         | 信越放送（SBC）                                    | TBS系列 | 日曜 19:00 - 19:57 |                                           |
| 静岡県         | 静岡放送（SBS）                                    | TBS系列 | 日曜 19:00 - 19:57 |                                           |
| 山梨県         | テレビ山梨（UTY）                                  | TBS系列 | 日曜 19:00 - 19:57 |                                           |
| 富山県         | チューリップテレビ（TUT）                          | TBS系列 | 日曜 19:00 - 19:57 |                                           |
| 石川県         | 北陸放送（MRO）                                    | TBS系列 | 日曜 19:00 - 19:57 |                                           |
| 中京広域圏     | CBCテレビ（CBC）                                   | TBS系列 | 日曜 19:00 - 19:57 | 旧：中部日本放送                          |
| 近畿広域圏     | 毎日放送（MBS）                                    | TBS系列 | 日曜 19:00 - 19:57 |                                           |
| 岡山県・香川県 | 山陽放送（RSK）                                    | TBS系列 | 日曜 19:00 - 19:57 |                                           |
| 広島県         | 中国放送（RCC）                                    | TBS系列 | 日曜 19:00 - 19:57 |                                           |
| 山口県         | テレビ山口（TYS）                                  | TBS系列 | 日曜 19:00 - 19:57 |                                           |
| 鳥取県・島根県 | 山陰放送（BSS）                                    | TBS系列 | 日曜 19:00 - 19:57 |                                           |
| 愛媛県         | あいテレビ（itv）                                  | TBS系列 | 日曜 19:00 - 19:57 | 旧・伊予テレビ 1992年10月の開局時から放送 |
| 高知県         | テレビ高知（KUTV）                                 | TBS系列 | 日曜 19:00 - 19:57 |                                           |
| 福岡県         | RKB毎日放送（RKB）                                 | TBS系列 | 日曜 19:00 - 19:57 |                                           |
| 長崎県         | 長崎放送（NBC）                                    | TBS系列 | 日曜 19:00 - 19:57 |                                           |
| 熊本県         | 熊本放送（RKK）                                    | TBS系列 | 日曜 19:00 - 19:57 |                                           |
| 大分県         | 大分放送（OBS）                                    | TBS系列 | 日曜 19:00 - 19:57 |                                           |
| 宮崎県         | 宮崎放送（MRT）                                    | TBS系列 | 日曜 19:00 - 19:57 |                                           |
| 鹿児島県       | 南日本放送（MBC）                                  | TBS系列 | 日曜 19:00 - 19:57 |                                           |
| 沖縄県         | 琉球放送（RBC）                                    | TBS系列 | 日曜 19:00 - 19:57 |                                           |

- また、系列局外の秋田県では、日本テレビ系列の秋田放送（ABS）で土日の日中に不定期で放送されていた。
- CBCテレビでは野球シーズン中は野球中継に差し替えられほとんど放送されていなかった。（事情はJNN協定を参照のこと）番組終末期には土日の日中に振替放送されるようになった。
- 一部地域で再放送を行っている系列局がある。

## 主題歌
歴代オープニングテーマ
- さんまのからくりTV オープニング/作曲：長谷川智樹（1992年4月26日 - 1996年3月24日）
  - 30分時代のみ使用。
  - 「ブロードキャスト・トラックス TBS編」に収録。
- DEAD OR ALIVE / BIG HORNS BEE（1996年4月21日 - 使用終了年不詳）
- オリジナル曲/作曲：和泉一弥（使用開始年不詳　- 2014年9月7日）

歴代エンディングテーマ
- 言えずのI LOVE YOU / KAN（1992年4月26日 - 1992年9月27日）
- うしろの正面 / GARLAND（1992年10月11日 - 1993年3月28日）
- 文明の街 / INVOICE（1993年）
- 君を見つめているから/坂井美唯子（1994年）
- いっしょにねっ / 浅田美代子（1994年10月 - 1995年12月）
- こんな日曜日 / 黒田有紀（1996年頃）
- river / CHAGE and ASKA（1996年1月 - 1996年3月24日、木曜ドラマ『リスキー・ゲーム』のみで放送）
- Believe 〜あなただけ映したい〜 / 米倉千尋（1996年4月 - 1997年3月）
- Sunday Sunday / 梶谷美由紀（1997年頃）
- Hey! Mr.Angyman / 斉藤和義（1998年頃）
- ヤッホー! / 泉川そら（1998年頃）
- happenings / FLIP FLAP（1998年 - 1999年頃）
- smile again / advantage Lucy（1999年頃）
- 心のフェロモン / シェキドル（2000年頃）
- 愛よ届け、風に祈れ / TYO（2002年頃）
- afresh wish / the★tambourines（2003年）
- 笑おう / Hysteric Blue（2003年）
- ハトマメ 〜Say Hello To The World〜 / The Students（2004年1月 - 3月）
- ハトマメ 〜Say Hello To The World〜 / 槇原敬之（2004年）
- DEAD OR ALIVE / BIG HORNS BEE（オープニングBGMと同様、2005年1月 - 使用終了年不詳、2012年7月 - 2013年1月）
- 夢に向かって! / 竜之介バンド（2007年 - 2008年10月頃）
- 学園天国 / 並木瑠璃（2008年10月頃 - 2009年2月）
- のろま大将 / 大江裕（2009年）
- 夕焼け大将/ 大江裕（2010年1月24日 - 2010年7月）
- ニッポン道中いただきます/ 大江裕（2010年8月）
- 赤坂よっといで音頭/大江裕（2010年9月 - 2012年頃）

## スタッフ
- ナレーション：真地勇志、小松由佳
- 構成：大岩賞介、詩村博史、高橋秀樹、藤沢めぐみ、鮫肌文殊、木野聡、石津聡、岩本哲也
- ＴＭ (テクニカルマネージャー)：荒木健一
- ＴＤ (テクニカルディレクター)：坂口司（以前はカメラマン兼務）
- ＶＥ (ビデオエンジニア)：姫野雅美、平野邦雄（以前はロケ技術）
- カメラ：平井洋子
- 音声：山田健吾
- 照明：矢作和彦
- ＰＡ：中澤望
- ロケ技術：石毛雄己、牧野正義、中島純、池田知司、寺田忠司、小尾浩幸、清達彦、田代和也、山本真二、中島知文
- 指導：田邊秀輝
- 美術プロデューサー：山口智広
- 美術デザイナー：中村嘉邦（以前は美術制作）
- 美術制作：桂誉和、渡邊秀和
- 装置：坂本進、松本俊二、中村拓郎、佐藤薫
- 電飾：阿部達矢、石井誠吾
- 特殊装置：安達敬雄、山口貴史
- アクリル装飾：上野樹也
- 持道具：小澤友香
- 特殊効果：星野達也
- 植木装飾：猿山利昭
- 衣裳：渥美智恵
- 装飾：安藤豪
- メイク：日野萌菜美、麓直美
- テーマ音楽：和泉一弥
- ＣＧ：大宮司徳盛
- 編集：持田真吾、藤森智史、新部裕司
- ＭＡ：渡辺佳巳
- 選曲：越前屋修
- 音響効果：山田弘実
- ＴＫ (タイムキーパー)：岩橋千枝
- 編成：時松隆吉（以前はディレクター）
- 番宣：小林恵美子
- デスク：中山かおり
- マネージメントプロデューサー：金原将公
- ＡＤ：阿部真哉、池澤由桂、安藤勇貴、阿部佑哉、柄本直弥、南部剣志
- ＡＰ：石塚幸一・梶山智未（共に以前はディレクター）
- ディレクター：宮島将志・田中孝之（共に以前はチーフディレクター）、河本恭平、松原拓也、山口博、高城郁子、丹川祥一（以前はＡＤ）、村中良輔、高柳健人、鈴木闘匠、青木英一
- チーフディレクター：井上整（以前はＡＤ → ディレクター）
- プロデューサー：帯純也（以前はディレクター → 総合演出）
- 協力：エポック社、日音 / ヴィン・ディ・ボナ、ジャニーズ事務所、プロダクションズ、東京オフラインセンター、タカハシレーシング
- 制作協力：吉本興業
- 制作：TBSエンタテインメント（2000年4月 - 2004年9月）→TBSテレビ（2004年10月 - 2009年3月、社名変更により）→ 表記廃止（TBSテレビが放送免許を保有したことにより）
- 製作著作：TBS

### 過去のスタッフ
- エグゼクティブプロデューサー：近藤誠（以前はディレクター → 演出 → プロデューサー）
- プロデューサー → チーフプロデューサー：渡辺香 → 岩原貞雄 → 園田憲（総合演出兼任、以前はディレクター → 総合演出のみ） → 戸高正啓 → 吉田裕二（初期時代はディレクター） → 合田隆信（初期時代はディレクター）
- マネージメントプロデューサー：西川永哲 → 小谷和彦
- プロデューサー：十二竜也・角田陽一郎（共に以前はディレクター）、江藤俊久（以前はディレクター → 総合演出）、渡辺英樹
- 総合演出：塚田俊男（以前はディレクター）
- 演出：高橋啓志
- ディレクター：篠塚純、韓哲、神尾祐輔、櫟本憲勝、大滝功、小川恵二朗、松沢直美、重藤尚志、細矢将司、佐藤稔久（以前はＡＤ）、高木雅代、鴨下潔、神田祐子、正木敦、宮尾毅、田口豊、米田貞史、呉亘治、今村武彦（以前はＡＤ）、刀根鉄太、石橋孝之、奥村美津子（以前はＡＤ）、藤城仁、見崎陽亮（以前はＡＤ）、武山友樹、黒木裕二（以前はＡＤ）、岸田大輔、香西康男、平野亮一、井上倫享、河野拓馬、大室博一、青木孝之、高岡滋紀、藤井健太郎
- ＡＰ：牧田桂子、竹内文子、高橋かやの、住田雄一、江下祥子、前田美和、島亜矢子
- ＡＤ：山室大輔、南泰信、奥本恵巳、山口雄太、東海多美、岸本淳司、新沢学、橋本美和、古庄雄一、黄地久美子、天野幸治、岩井秀行、加藤あゆ美、中島敦、中村紀史、赤堀哲也、竹山裕子、高山由吉、山木健司、鈴木顕尚、岩上武司
- 編成：藤原麻知
- 番宣：広瀬隆一、川田真穂子、角口昌代、清水雅哉、真鍋武
- デスク：内山香織
- 構成：樋口卓治、村上卓史、渡辺哲夫、佐藤雄介、大悟法弘一、栗原淳子
- 音楽監修：門司肇
- 音楽：長谷川智樹（30分時代）、BIG HORNS BEE
- テクニカルマネージャー：金澤健一（以前はテクニカルディレクター）
- テクニカルディレクター：小林敏之
- テクニカルディレクター・カメラマン：伊東修
- ビデオエンジニア：高木敏之、高橋康弘、形山晋治、近藤明人
- 音声：佐久間優、倉本紀彦、坂井健志、川島雅裕、柳澤任広、小澤義春、森和哉、菅原正巳、武田聡之
- 照明：林明仁、鈴木孝夫
- ロケ技術：山口勝弘、久田辰夫、山田A太郎、阿部昇、金子孝礼、内田一吉、久島十乃、金山芳和、宇佐美浩、相馬敦、安西康弘、浜田英弘、鈴木勝則、井上創太、木村仁、川俣充、三村浩一、小山久志、野中克利、原淑浩、佐々木秋夫、川越博美、久保田清明、浅沼淳一、大森浩一
- 美術プロデューサー：河瀬洋男、池田全、鈴木孝之、長沼孝仁
- 美術デザイナー：西條貴子、太田卓志、高松浩則
- 美術制作：渡邊(辺) 秀和
- 装飾：加藤秀喜、森田正樹（森田→以前は装置）、松本良二
- メイク：山下恵子、小林博美、森崎須磨子、伊駒舞、浜田晃奈、高村明日見、ヘアーベル
- 持道具：貞中照美（以前は特殊道具）、岩本美徳
- 電飾：有吉裕二、長谷川潤、大谷圭一
- 生花装飾：儀同博子
- ＶＴＲ編集：大鐘義彰、星信幸、原康子、河西純、小笠原裕史、鶴見仁、椎名広二、大岡愛、森本仁志、田村啓一郎、岩澤史晃
- 音響効果：大野友造、荒井忠利
- 特殊効果：安達敬雄
- 衣裳：東京衣裳
- 選曲：戸高良行